# Catedral metropolitana de Puebla
La catedral basílica de Puebla, como se conoce a la catedral de Nuestra Señora de la Inmaculada Concepción de acuerdo a su advocación mariana, es la sede episcopal de la arquidiócesis de Puebla (México). Es uno de los más importantes inmuebles del centro histórico declarado patrimonio de la humanidad. Tiene la prerrogativa de ser el primer templo suntuoso que bajo buenos diseños se hizo en América, consagrada en 1649 se adelantó a la Metropolitana de México que fue dedicada en 1653. Fue fundada por Felipe II de España.
La actual catedral de estilo herreriano, fue construida entre los siglos XVI y XVII, y sustituyó a la anterior que existió en lo que hoy es el atrio. Del inicio de su construcción en 1575 a su consagración transcurrieron 74 años que se ubican durante el periodo de tres reyes de España, Felipe II, Felipe III y Felipe IV. Los contratiempos a lo largo de esos años permitieron numerosas modificaciones a la traza original. Para 1624 las obras se suspendieron en su totalidad hasta el arribo del obispo Juan de Palafox y Mendoza en julio de 1640, quien retomó las obras con decidido entusiasmo. Las nuevas reformas dieron una mayor elevación a la nave central por encima de las procesionales permitiendo el paso de la luz natural y dándole un aspecto de estructura piramidal. Fue consagrada por el obispo Juan de Palafox y Mendoza el 18 de abril de 1649 sin haber sido totalmente terminada.
El espacio que ocupa es de planta rectangular recargada en la esquina de otra planta más grande, formando un gran espacio para el atrio. El edificio se organiza en cinco naves: una central, dos laterales y dos de capillas hornacinas, destaca su fachada de estilo renacentista. Anexo a su parte posterior se halla un edificio para oficinas de la Mitra, su antigua sede, y el edificio de la capilla llamada Ochavo. Con sus 74 metros de altura fue la iglesia más alta de los virreinatos españoles.
La catedral es considerada como uno de los museos más importantes de arte novohispano y posterior por los tesoros que alberga. A lo largo de los siglos se ha enriquecido en obras de pintura, escultura, orfebrería y carpintería de gran calidad artística, así como sus decorados, las grandes puertas entableradas, cancelería y los tesoros de la sacristía que resguardan los ricos ornamentos sacerdotales bordados con hilo de oro y plata, vasos sagrados, cálices, copones, relicarios y cruces bañados en oro de incrustaciones de joyas y diamantes. Su archivo histórico posee documentos que datan de la fundación de la ciudad y muchos están en espera de ser clasificados.

## La fundación de la Catedral

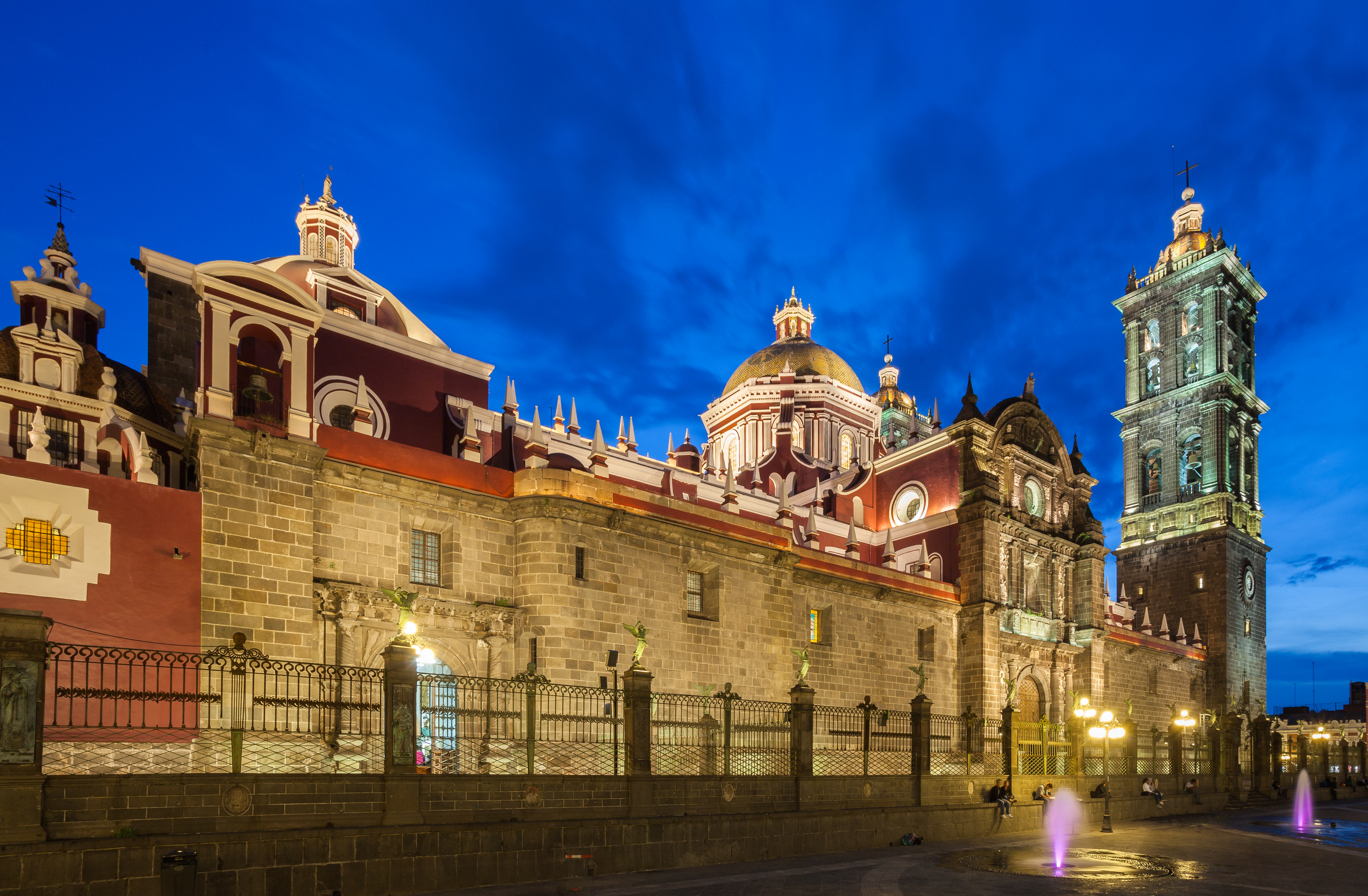
La Catedral desde la Plaza Mayor o Zócalo.

### La primera iglesia
Una vez que la reina Isabel de Portugal, esposa de Carlos V, autorizó el 18 de enero de 1531, por petición de la Real Audiencia, la fundación de un pueblo de cristianos españoles en la provincia de Tlaxcala, en el lugar llamado Cuetlaxcoapan, se hizo necesario la construcción del primer templo parroquial de la ciudad para lo cual se decidió hacerlo frente a la Plaza Mayor en el que se llamaría portal de Borja y a partir de 1852 Portal Iturbide, se ubicaba en la mediania de la calle colindando en ambos lados con los solares concedidos a los primeros vecinos de la ciudad, el alcalde mayor Hernando de Elgueta y Alonso González, a quienes se les dio licencia para edificar portales. En la sacristía de esta parroquia se hizo una junta el 16 de mayo de 1535 con cincuenta y siete personas las que suscribieron ante escribano con el fin de iniciar la construcción de una nueva iglesia más grande, en tanto que el obispo Julián Garcés anunciaba, en junta general con el pueblo, su intención de construir un nuevo templo.

### La antigua Iglesia Mayor
En 1537, una vez que la nueva ciudad tuvo las condiciones mínimas para que ahí residiera el obispo Garcés, el Cabildo pidió entre otras cosas su traslado, lo que ocurrió el 3 de octubre de 1539 con la anuencia del virrey Antonio de Mendoza, por ello la catedral del obispo ocuparía pequeños y provisionales edificios hasta no haber el definitivo. En 1543, se aprobó por cédula real del Emperador Carlos V, la edificación de un templo para la nueva sede obispal la cual recibió el nuevo obispo fray Martín Sarmiento de Ojacastro pues Garcés había fallecido el año anterior. En tanto, el espacio dedicado al templo junto a la Plaza Mayor había sido ocupado por primitivos moradores y hubo necesidad de comprar las casas recién construidas por ellos.
Desde su fundación, la colonia española había sido proyectada para conformar un conjunto de manzanas rectangulares, en la que se reservó un gran espacio central para la dicha Plaza y a su lado quedó otra, la que después de los primeros años de indefinición sobre su uso se convertiría en Iglesia Mayor. Esta se comenzó a edificar el 29 de agosto de 1535 con la ayuda económica del obispo Ojacastro y colonos de la ciudad en la que se colocó la primera piedra, asistiendo el corregidor Hernández de Elgueta y el alcalde Alonso Martín Partidor.
El templo de 1535 estaba en el mismo espacio que hoy ocupa la Catedral, sin embargo aún se discute su posición exacta, más no su orientación, de norte a sur, es decir de cara a la Plaza Mayor. Su fábrica, de acuerdo a sus coetáneos era mediocre, sin embargo Motolinia escribió en 1541 “es muy solemne, y más fuerte y mayor que todas cuantas hasta hoy hay edificadas en toda la Nueva España. Es de tres naves y los pilares de muy buena piedra negra y de buen grano, con sus tres puertas, en las cuales hay tres portadas muy labradas y de mucha obra”. Por la calidad de sus materiales hubo que ser reparada en varias ocasiones en las que el Templo de la Concordia sirvió de Catedral.
La modesta iglesia Mayor no correspondía a las pretensiones de los habitantes de la ciudad de los ángeles quienes habían solicitado su ampliación hasta que al fin lograron la anuencia del rey para construir una nueva Catedral.

### La nueva Catedral

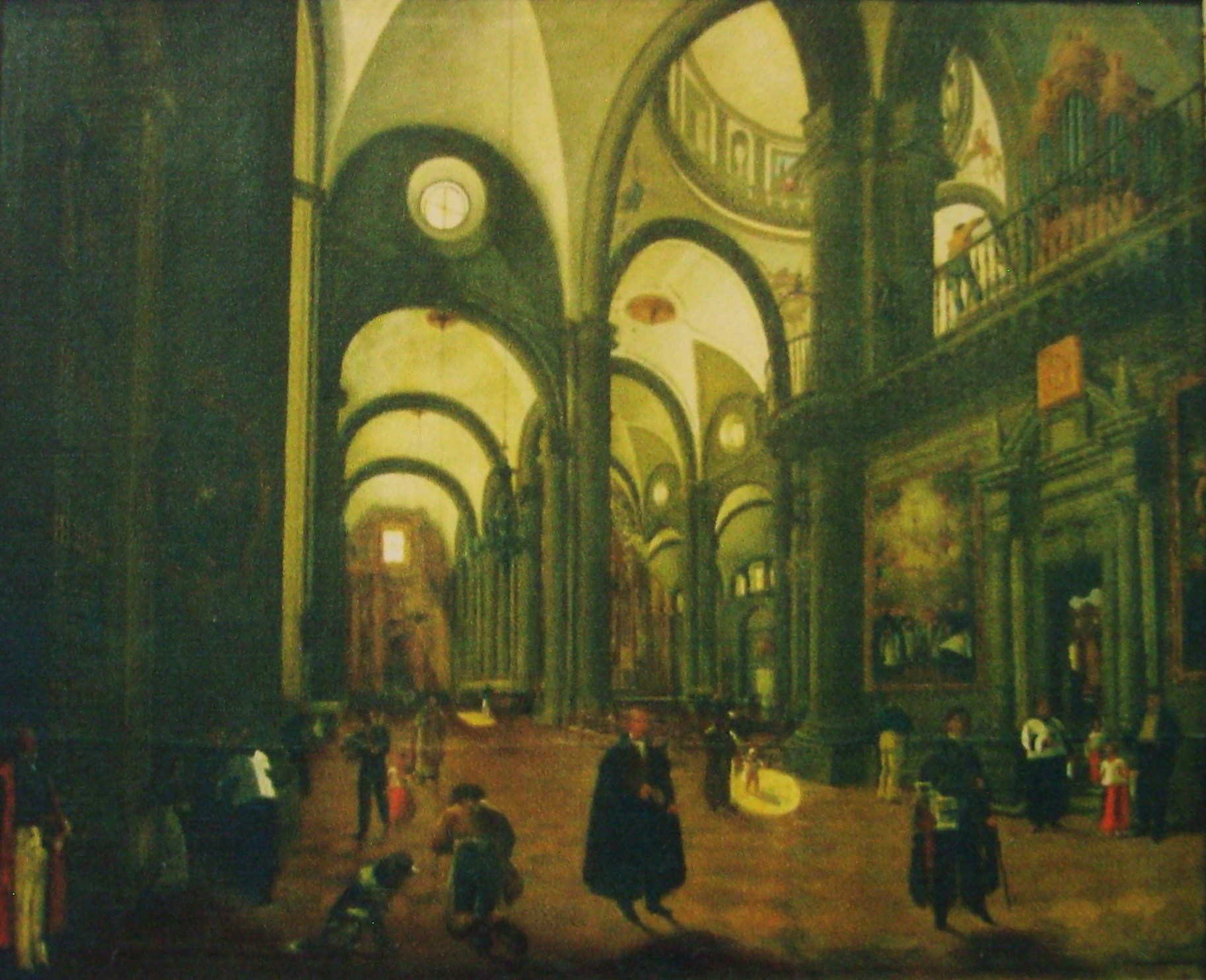
Nave procesional del evangelio de la catedral de Puebla,, óleo de José Manzo, quien transformó algunos de los retablos barrocos de las capillas al estilo neoclásico.

Las órdenes para realizar los proyectos y asuntos preparatorios se llevaron muchos años, ya una cédula de 1552 firmada por el príncipe Felipe en Monzón recomendaba que se pusiera manos a la obra y aún la ayuda ofrecida por el rey en el año 1560 no fue aprovechada por falta de recursos. Se tuvo que comprar al mismo Alonso Martín Partidor dueño de las casas donde se edificaría la catedral.
Por fin el 18 de noviembre de 1575 se comenzaron los trabajos de construcción. El arquitecto inicial fue el español Francisco Becerra designado maestro mayor junto con Juan de Cigorondo, obrero mayor, quienes prepararon la traza y modelo así como el interior y el exterior mostrándolos al Deán y al Cabildo de la Catedral y al ser aprobados se les entregaron los terrenos y las instrucciones para echar cimientos. Al principio los trabajos recibieron un impulso importante y el virrey mismo ordenó que los indios de Cholula y Tlaxcala participaran en la construcción de la Catedral.
El edificio debía centrarse longitudinalmente en la gran manzana que se le destinó cargado hacia la parte oriental con un atrio al frente que entre sus funciones tendría la de cementerio, este último con el tiempo sería objeto de varios proyectos de construcción para cerrarlo y abarcar frente a los pies del templo el Sagrario catedralicio. La dirección del edificio sería oriente-poniente, por lo que la Plaza Mayor de la Ciudad quedaría a su costado norte.
En 1580 Francisco Becerra salió de México llamado por el virrey del Perú para realizar las obras de la catedral de Quito y Cuzco dejando inconclusas las obras de la catedral, que fueron retomadas entre 1587 y 1590 por orden del virrey Álvaro Manrique de Zúñiga sobre la base de una nueva traza y en las que tuvieron que trabajar naturales de Tlaxcala y Cholula.
Entre 1618 y 1640 se suspendieron las obras a la altura de muros y cornisas, faltando el altar, capillas, bóvedas y el piso que en aquel entonces era de tierra, no obstante Juan Gómez de Trasmonte ya trabajaba desde 1634 en reformar el proyecto de Becerra, pues había sido designado como maestro mayor, pero no fue hasta el arribo del obispo Juan de Palafox y Mendoza que su traza pudo pasar del plano a las obras.
Gómez de Trasmonte quien había servido como maestro mayor de la Catedral Metropolitana de la Ciudad de México, hizo una adecuación del proyecto, dándole un aspecto más clásico y una planta basilical.

### La era de Palafox y Mendoza

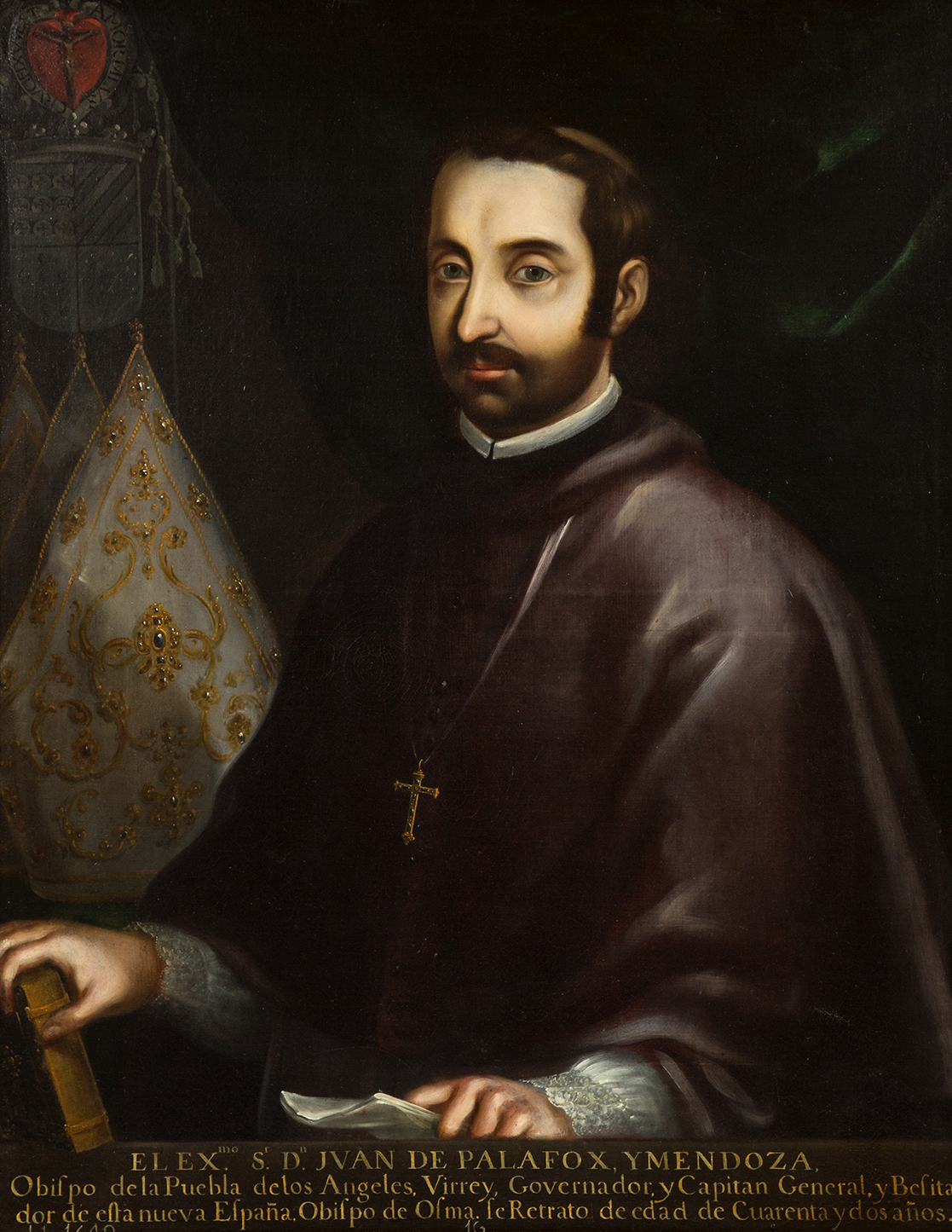
La llegada del obispo Juan de Palafox y Mendoza a Puebla significó la reanudación de los trabajos por años interrumpidos, al convertirse pronto en un entusiasta promotor de su terminación.

Trayendo consigo Palafox una cédula real fechada el 19 de enero de 1640 que ordenaba se terminasen y concluyesen las obras, el novel obispo de Puebla dispuso su reanudación, no sin antes visitar la catedral que viéndola en total descuido la describió: 

(...) hallé este templo edificado solo hasta la mitad de los pilares y todo al descubierto, sin instrumentos y materiales algunos ni efectos pronto para comprarse, sin haber comenzado arco ni bóveda alguna y sin esperanza de proseguir. En el se recogían forajidos de la justicia por tenerse por sagrado. En las capillas vivían indios casados, y otras indecencias.

En estas circunstancias, Palafox emprendió una campaña de recaudación de fondos que comprendió a toda la sociedad poblana, aportando él mismo su propia herencia, pidiendo aportaciones al Cabildo secular, la más alta, y elevando los diezmos, acción esta última que le ocasionó un efrentamiento con las órdenes religiosas y en particular con los jesuitas.
La reanudación de la fábrica requirió de la mano de obra de 1500 oficiales y peones que Palafox supervisaba cada semana. El proyecto de Gómez de Trasmonte dio más elevación a la nave central dando un aspecto piramidal visto de frente, no por capricho ni estética, sino para dar más iluminación al interior, sin embargo cuando se consagró finalmente la catedral el domingo 18 de abril de 1649 faltaban las torres y la fachada no se había concluido.
En la tarde del martes siguiente a la consagración, se trasladaron los restos de cinco obispos de los ocho que había tenido la diócesis y se procedió a celebrar el Santísimo Sacramento con una innumerable concurrencia. Las celebraciones se entremesclaban con la tristeza de la próxima partida del obispo Palafox a España. Los jesuitas con los que Palafox había tenido un conflicto abierto por varios motivos, lograron finalmente su traslado al 6 de marzo de 1647. El obispo no solo dejaba a Puebla su catedral sino también los colegios de San Pedro y el núcleo de la Biblioteca Palafoxiana.

### Adiciones posteriores
- En fechas posteriores se concluyeron portadas y fachadas, como la principal, llamada la puerta del Perdón, acabada en 1664.
- En ese mismo año en julio, en sesión de cabildo, se aprobó la obra para la construcción del "Ochavo", un sitio para guardar los ornamentos religiosos de valor, encargando su construcción al reconocido arquitecto Carlos García Durango, que había intervenido en el cerramiento de algunas bóvedas y la conclusión de la torre norte.
- La fachada lateral llamada de San Cristóbal, que mira hacia el norte, fue terminada en 1690.
- El aderezo de hierro: las rejas de las capillas, la baranda que corre del presbiterio al coro, la que circunda el mismo y las del presbiterio del Altar de los Reyes se añadieron alrededor de 1691.
- Toda la catedral fue enlosada en el año de 1772 con el llamado mármol de Santo Tomas traído del cerro del Tepozuchil colocados en vez del enladrillado original llamado petatillo que dejó el obispo Palafox.

## El exterior

Catedral de Puebla. Entre 1890 y 1897.

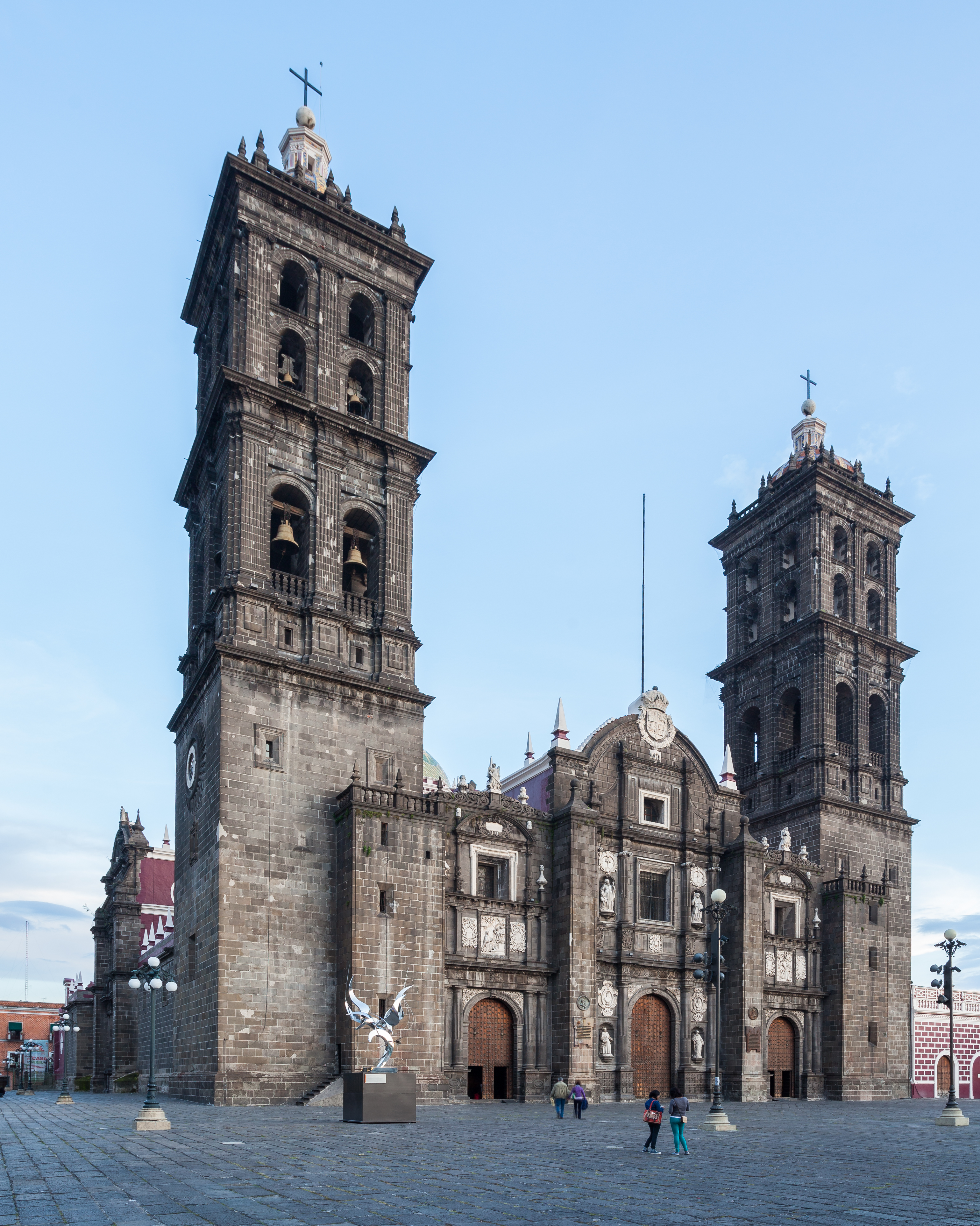
Vista frontal.

El terreno donde se encuentra construida la catedral o planta basilical comprende lo mismo que cualquier manzana de la ciudad: 120 metros de largo por 80 metros de ancho. La catedral mide 97.67 metros de largo por 51 metros de ancho, se encuentra trazada en cruz griega y está colocada en la misma posición cardinal que la de San Pedro en Roma, al oriente el altar de los Reyes, al poniente la entrada principal llamada del perdón o papal, al norte la portada real, y al sur una portada sencilla sin adorno alguno.

### Las Torres

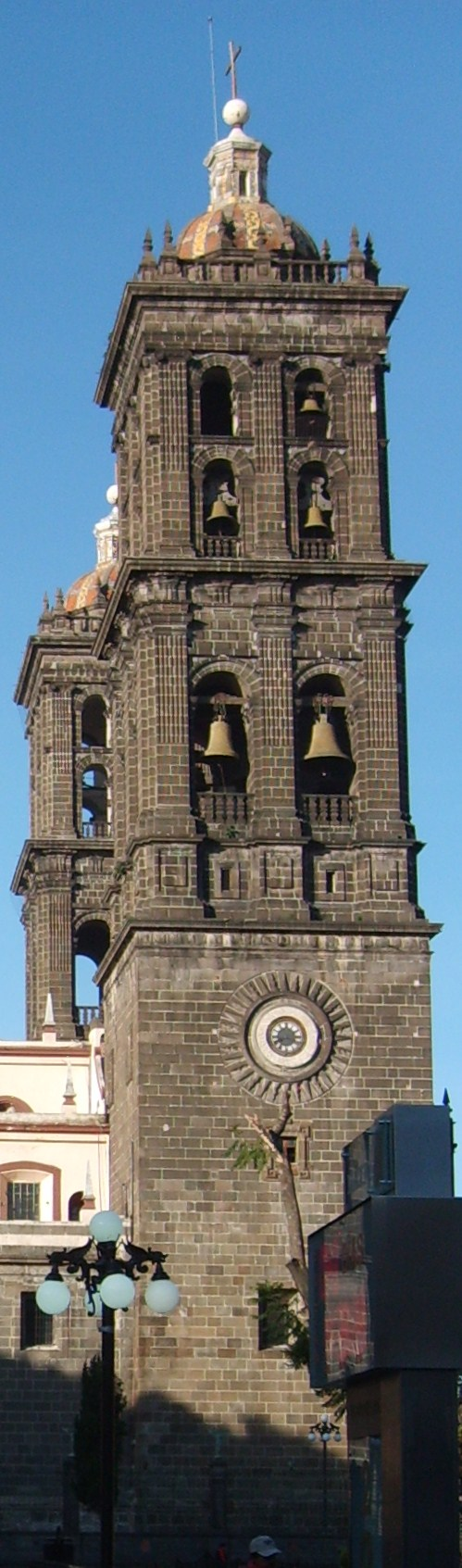
Torre norte de la Catedral llamada la torre vieja.

La torre norte, la única que tiene campanas, llamada también torre vieja se terminó en 1678 durante el reinado de Carlos II de España, sin costo de vidas y a cargo del maestro mayor Carlos García Durango, según consta la inscripción grabada en la pared interior del primer cuerpo de la torre. La torre sur fue construida posteriormente el año de 1731 y estrenada el 29 de septiembre de 1768 durante el gobierno episcopal de Francisco Fabián y Fuero. Ambas tienen 70 metros de altura, siendo en su época las más altas de las colonias americanas.
Las dos torres al frente del templo son iguales y cuadradas cuyos cubos montan a la altura de la fachada principal rematados en cornisa, sobre este sube el primer cuerpo que es de orden dórico con tres pilastras en cada frente, y dos arcos para campanas, uno en cada intercolumnio: dichas pilastras tienen sus pedestales y reciben la cornisa correspondiente, resaltando el arquitrabe y frisorrosetas talladas en la propectura de la cornisa, en el friso hay triglifos que carecen de metopas. Los arcos son de proporción dupla con sus impostas, jambas y fajas que los guarnesen, rompiendo estos sobre el pedestal y asegurados con balaustradas de cantería, siendo todos los de este primer cuerpo ocho, el espacio que hay entre estos y la cornisa, está dividido por una faja, siendo lo demás almohadillado.
Sigue el segundo cuerpo angostado un poco en su ancho, que es de orden jónico y presenta tres pilastras sin pedestal, sino zócalo en cada frente, y así estas, como las del primer piso, son acanaladas y reciben la cornisa del orden al que pertenecen. Este cuerpo, aunque tiene casi la misma altura, lo dividió su autor con destreza en dos partes por el medio, con un cornezuelo con dentellones, colocando cuatro arcos en cada frente, dos en la división inferior con balaustrada, y otros tantos en la superior sin ella, lo que es grato a la vista y evitó las muchas subdivisiones tan repetidas en los cuerpos arquitectónicos.
Corona esta cornisa una sobria balaustrada interceptada con pedestales en las esquinas y en la medianía de los frentes, en los que rematan almenas redondas piramidales, sigue un zócalo ochavado, superior tres veces al balaustrado, el que en cada ángulo tiene una almena como las anteriores, quedando estas más altas que las otras y en medio de ellas.
Rematan los torres sendas cúpulas de ladrillo y azulejos rematadas con una linternilla coronadas por una escocia de piedra blanca que llaman de Villería (variedad de mármol blanco opaco) que soporta un globo de la misma piedra de aproximadamente 1 metro de diámetro, finalizando con una cruz de tres metros de altura, que anteriormente eran de piedra pero fueron derribadas por el temblor del día de Santa Mónica del año de 1820, hoy las sustituyen otras de las mismas medidas.

#### Campanas

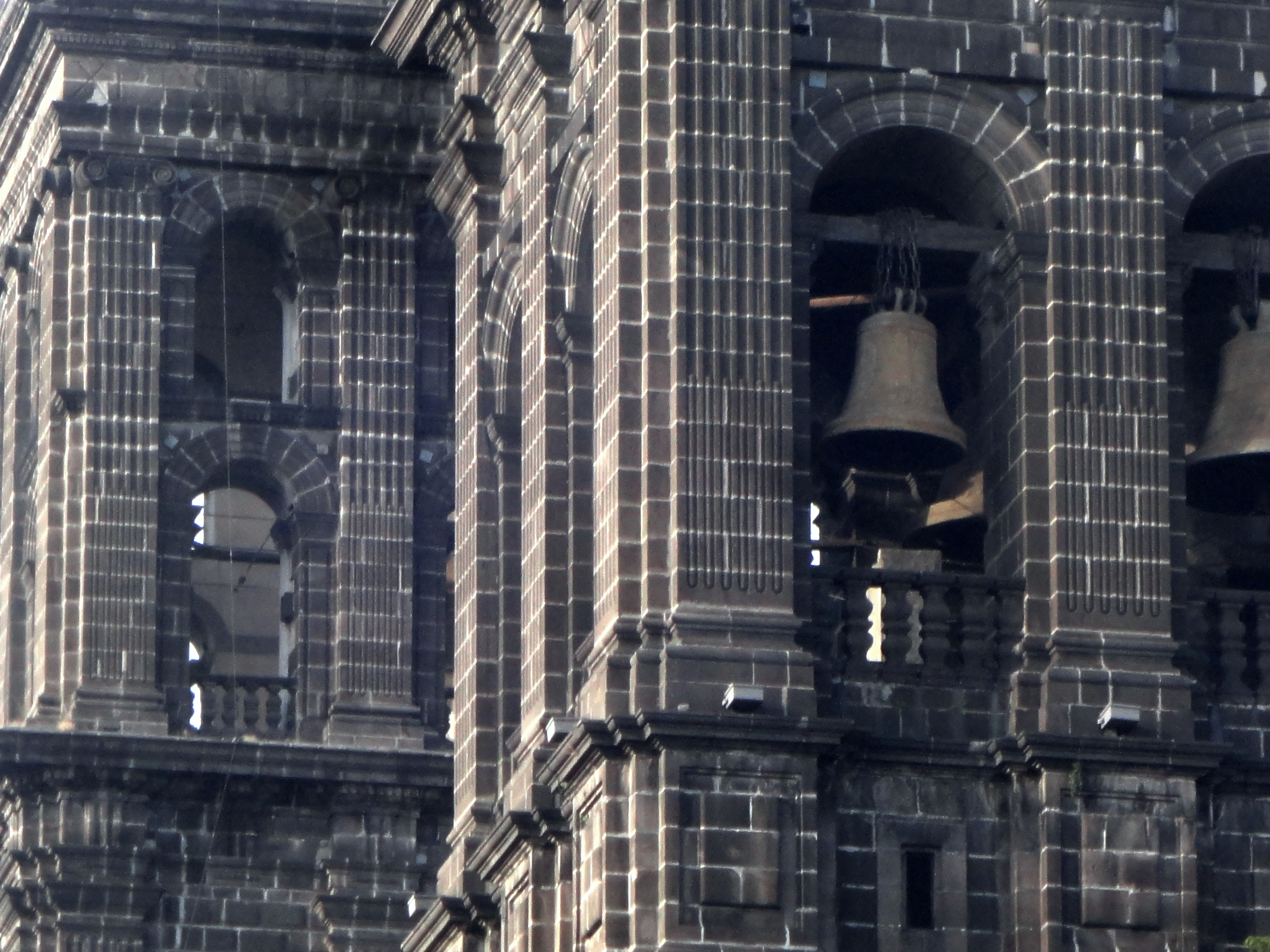
Detalle de las torres.

La torre vieja es la única que tiene campanas sumando diez, ocho esquilas o campanas menores y una campana para el reloj. La de mayor peso y fama es la llamada "campana María" el peso máximo registrado de esta con su badajo es de 8 toneladas 572 kilos y 572 gramos. El reto y las tremendas dificultades que implicó subir la campana María a través de un angosto vano hizo surgir la famosa leyenda de que fueron los ángeles quienes la subieron y sujetaron en su sitio. La realidad es que fue subida un día de San Marcos de 1732 por el indio Juan Bautista Santiago, maestro mayor a cargo de las obras.
Algunos repiques memorables
Las campanas de la catedral han repicado a vuelo en ocasiones especiales como coronaciones de reyes y nacimientos primogénitos de la corona, sin embargo a los repiques en el México independiente, la historia los consigna como memorables:
El 2 de agosto de 1821 con la entrada del ejército Trigarante encabezado por Agustín de Iturbide.
El 5 de mayo de 1862 por la tarde, al terminar un tremendo aguacero e iniciar la retirada las tropas del ejército francés, de acuerdo a las crónicas, "prácticamente nadie durmió esa noche en Puebla al iniciarse el festejo por el triunfo...con gran repique y revuelo de campanas"
El día 5 de mayo de 1962, al mediodía, en la conmemoración del Primer Centenario de la Batalla de Loreto y Guadalupe.
El 30 de octubre de 1964 a la caída del gobernador Nava Castillo ante la impopularidad de su gobierno.
El domingo 28 de enero de 1979 por el arribo del Papa Juan Pablo II al centro de la ciudad pasando en auto descubierto, a un costado del lado norte de la Catedral.

### Las fachadas

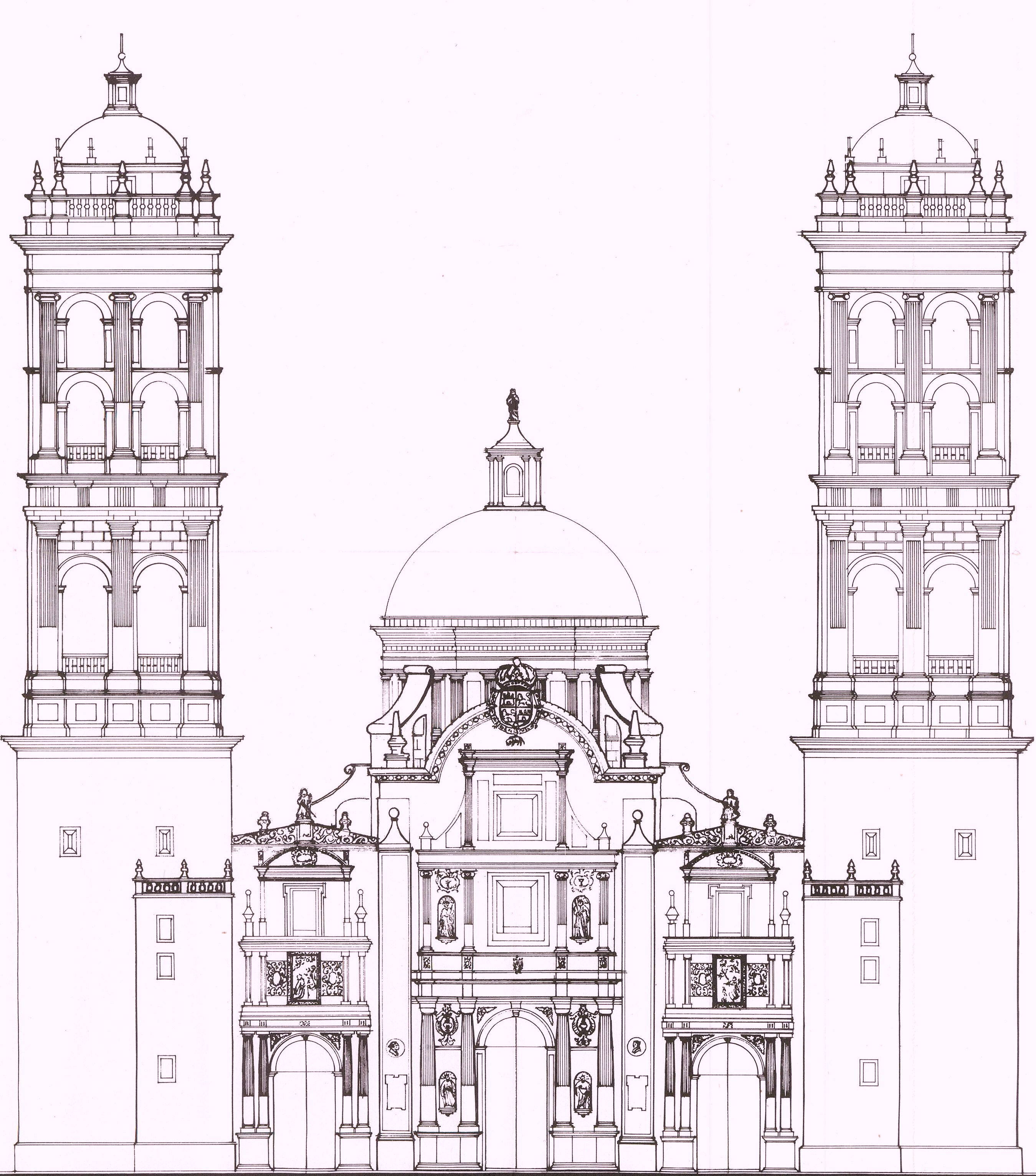
Plano de la fachada principal.

La catedral tiene cinco portadas con accesos al interior, una en ambos costados, tres en el frente, y todas obedecen a un sobrio estilo renacentista.

#### Puerta del Perdón y laterales
La del medio, que resguarda la llamada "Puerta del Perdón", se eleva 34 metros y se abre solo en las grandes ocasiones lo mismo que en la Catedral de México y otras. Fue terminada en 1664. Esta portada está dividida en tres cuerpos: el primero del orden dórico con cuatro medias columnas estriadas con sus pedestales y cornisa, en los intercolumnios hay dos nichos bien trabajados, con dos estatuas de piedra de Villería, una la de San Pedro con libro y llave; y la de San Pablo con la espada, en medio la puerta del Perdón cuya imposta corre arriba de los nichos y entre esta y la cornisa se hallan unos escudones de Villería con los escudos de la catedral: un jarrón de azucenas, símbolo de la Inmaculada Concepción de María. El segundo cuerpo es de orden jónico, con cuatro medias columnas y en sus intercolumnios hay nichos y escudones como el primero con las estatuas de San José, llevando de la mano al niño Jesús a la izquierda, y Santiago el Mayor a la derecha con un calabazo sobre un báculo y arriba un pino. El tercer cuerpo consta de dos medias columnas dóricas estriadas sobre pedestales y su cornisa sin frontis es rematado con las armas de España que desde 1827 a 1930 estuvo cubierto de mezcla con la intención de poner el escudo mexicano sin embargo y, finalmente el lugar ostenta el monograma de María pero conservándose el toisón y la corona real.
Colindan con la portada del Perdón, en ambos lados, dos postes que rematan en medio punto y cornezuelo. Al erigirse en 1904 el arzobispado de Puebla por bula de Pio X se instalaron dos placas conmemorativas sobre los postes con inscipciones latinas, una de ellas (a la izquierda) refiriéndose al primer obispo Julián Garcés y la otra (der.) al último obispo y primer arzobispo Ramón Ibarra y González.
Las portadas laterales lucen ambas un relieve con sus marcos de Villería, en la de la izquierda representa a Santa Rosa de Lima recibiendo rosas de la Virgen y un escudo que dice (Cordis mei rosa) Rosa de mi corazón, y en la de la derecha a Santa Teresa de Jesús en los momentos en los que un ángel la hiere con una flecha en el corazón (transverberación), el escudo de su izquierda dice (Vulnerasti cor meu) heriste mi corazón y el de su derecha (Amore langueo) me consumo de amor.

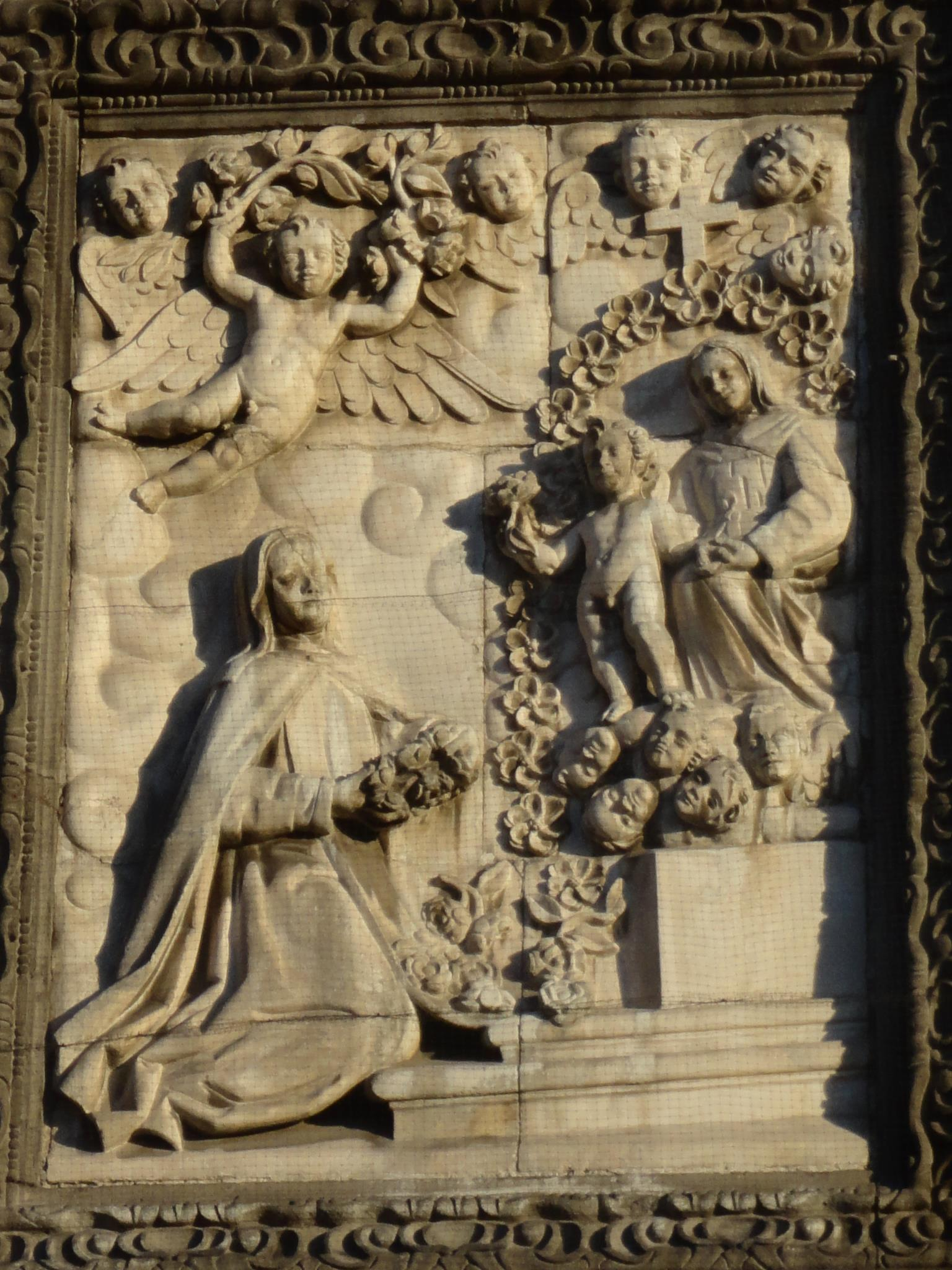
Alto relieve de Santa Rosa de Lima en piedra de villerías
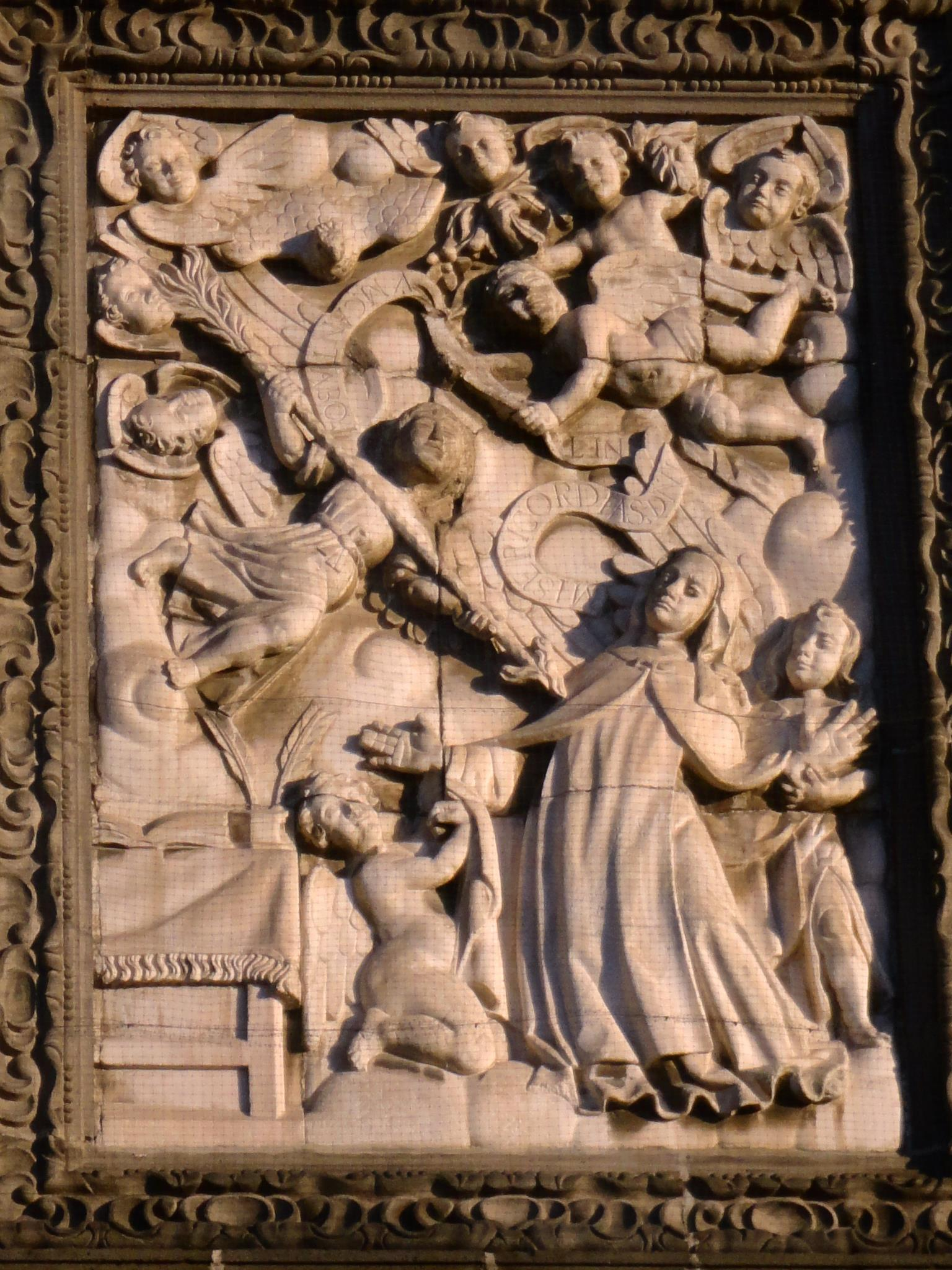
Transverberación de Santa Teresa de Jesús
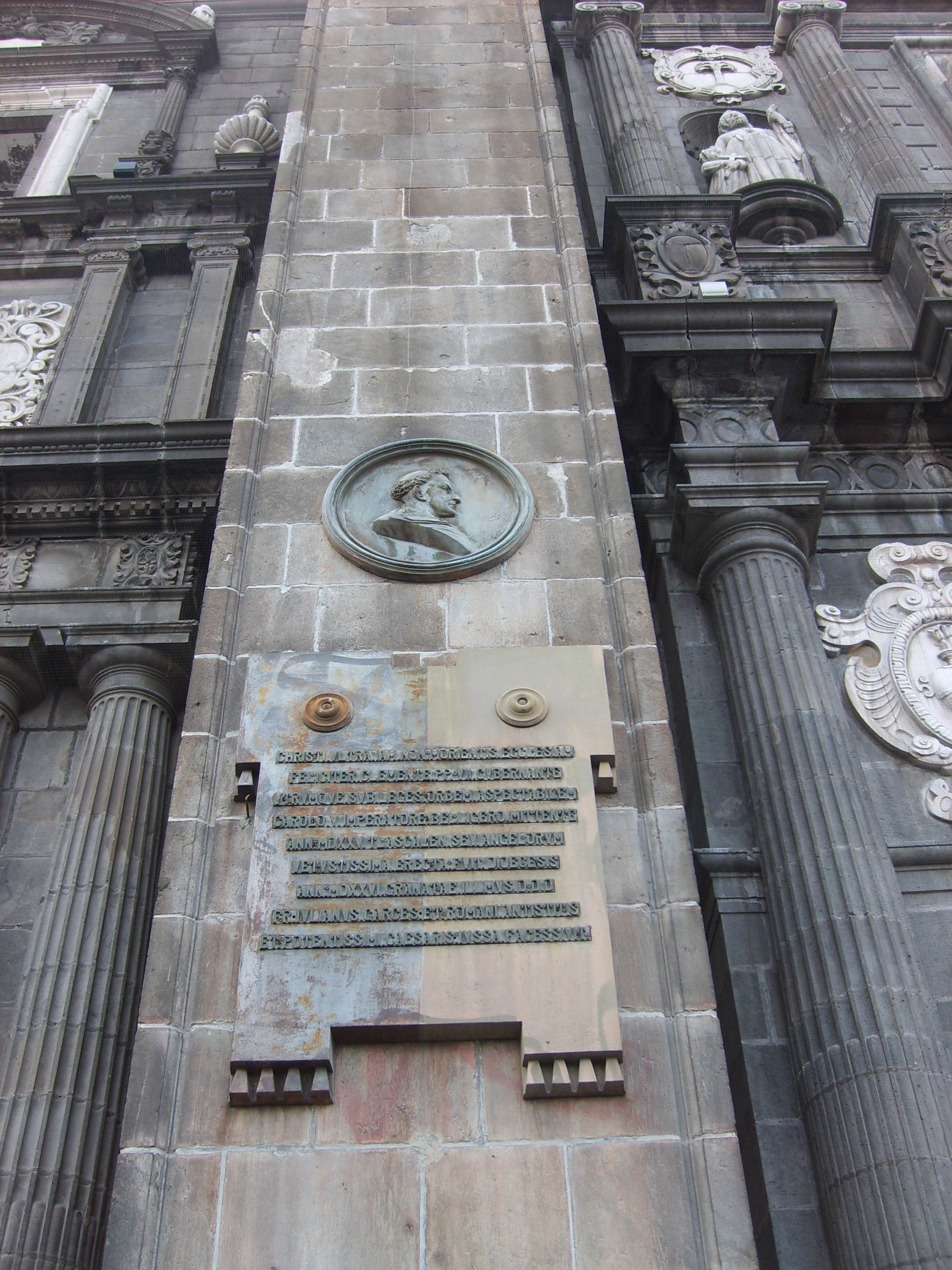
Julián Garcés primer obispo de la diócesis de Puebla
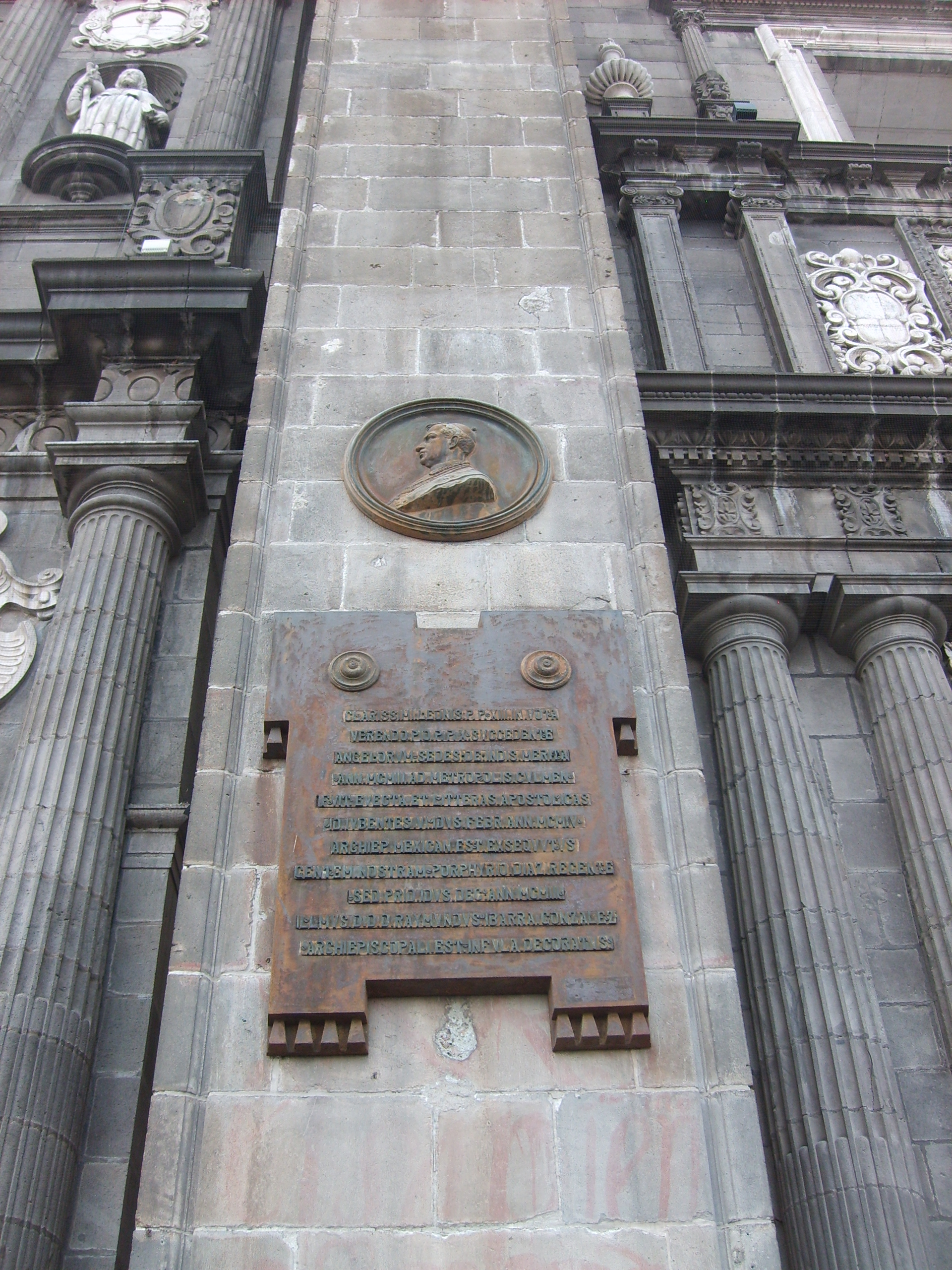
Ramón Ibarra y González último obispo y primer arzobispo de Puebla

#### Portadas del costado Norte y Sur

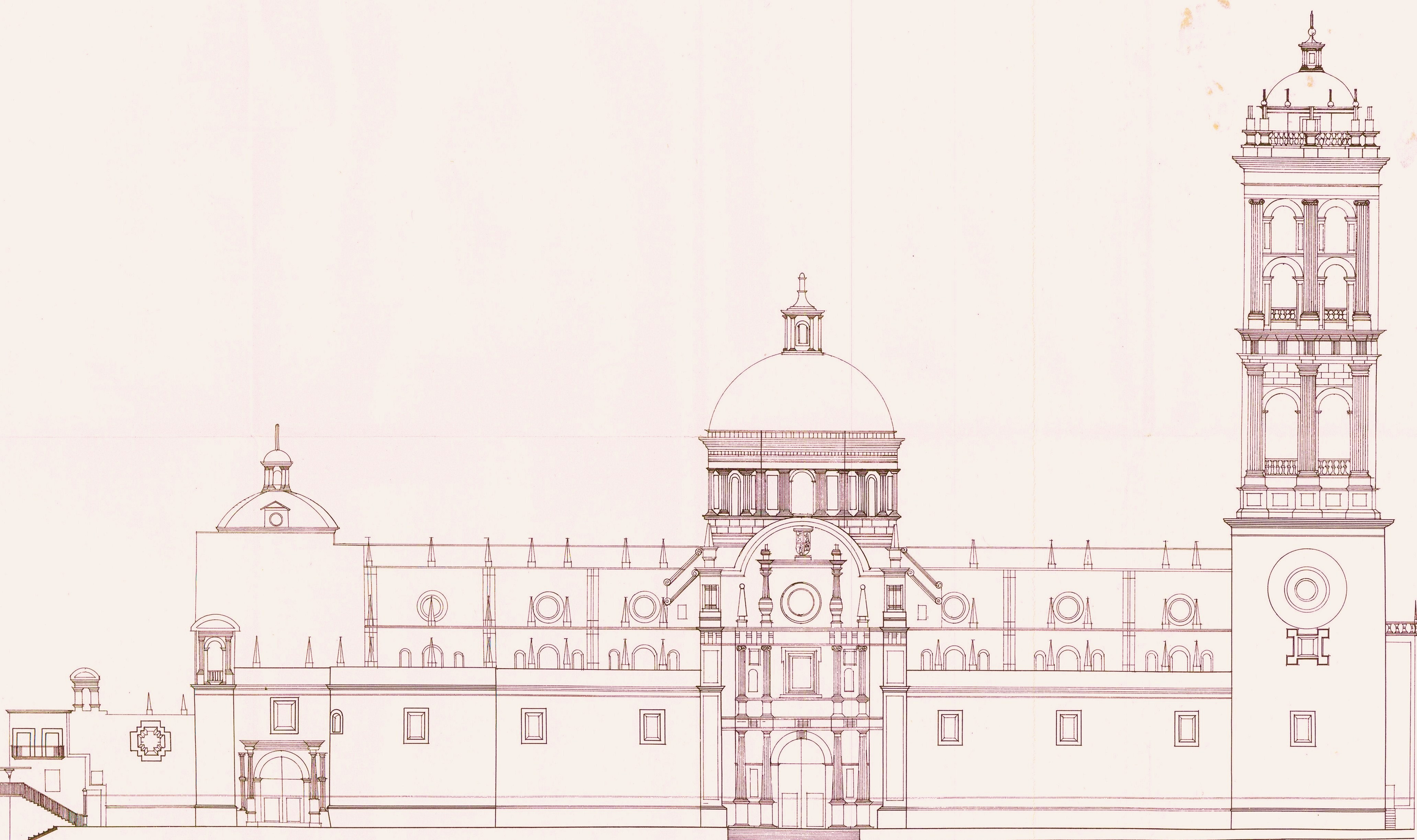
Plano de la fachada Norte.

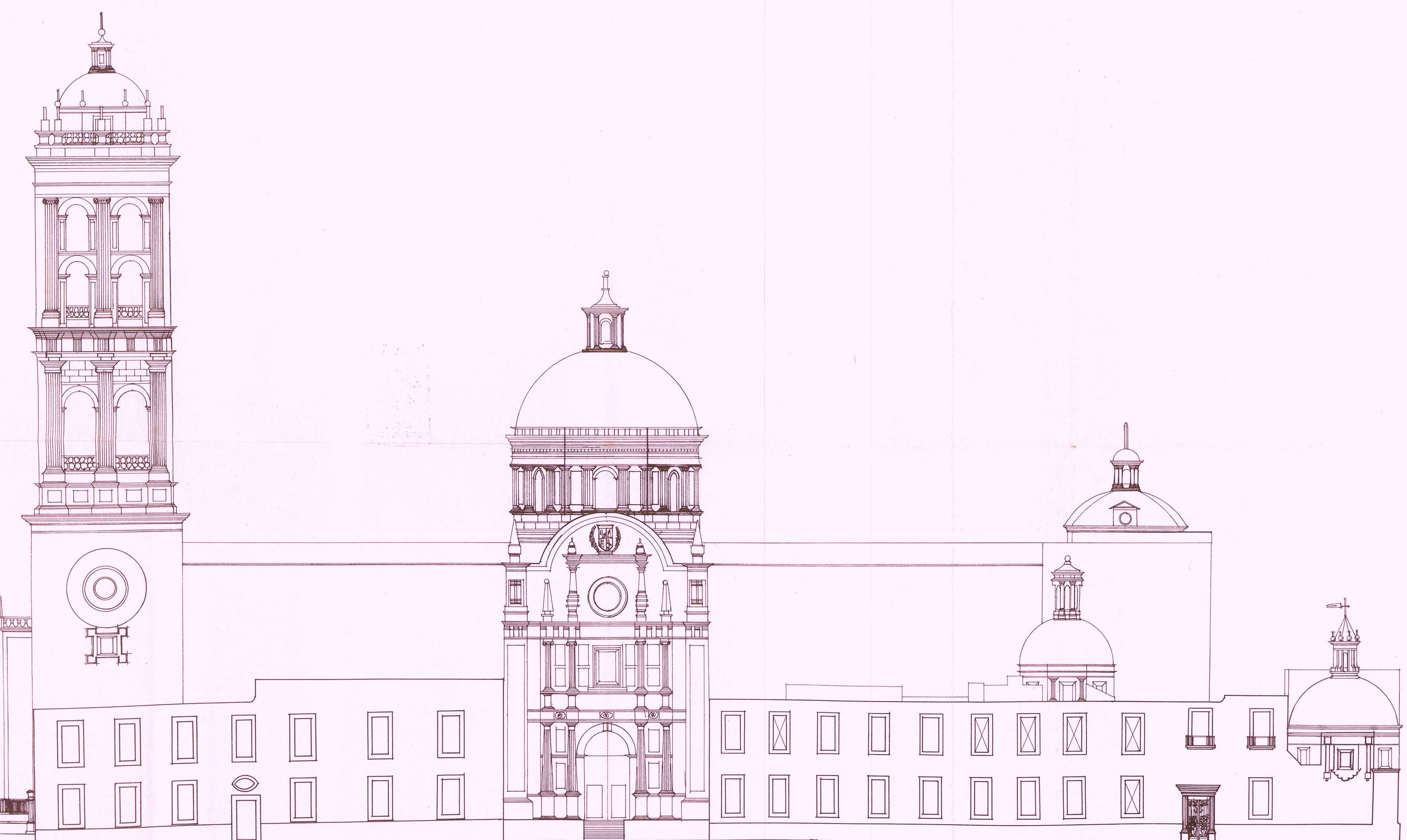
Plano de la fachada Sur.

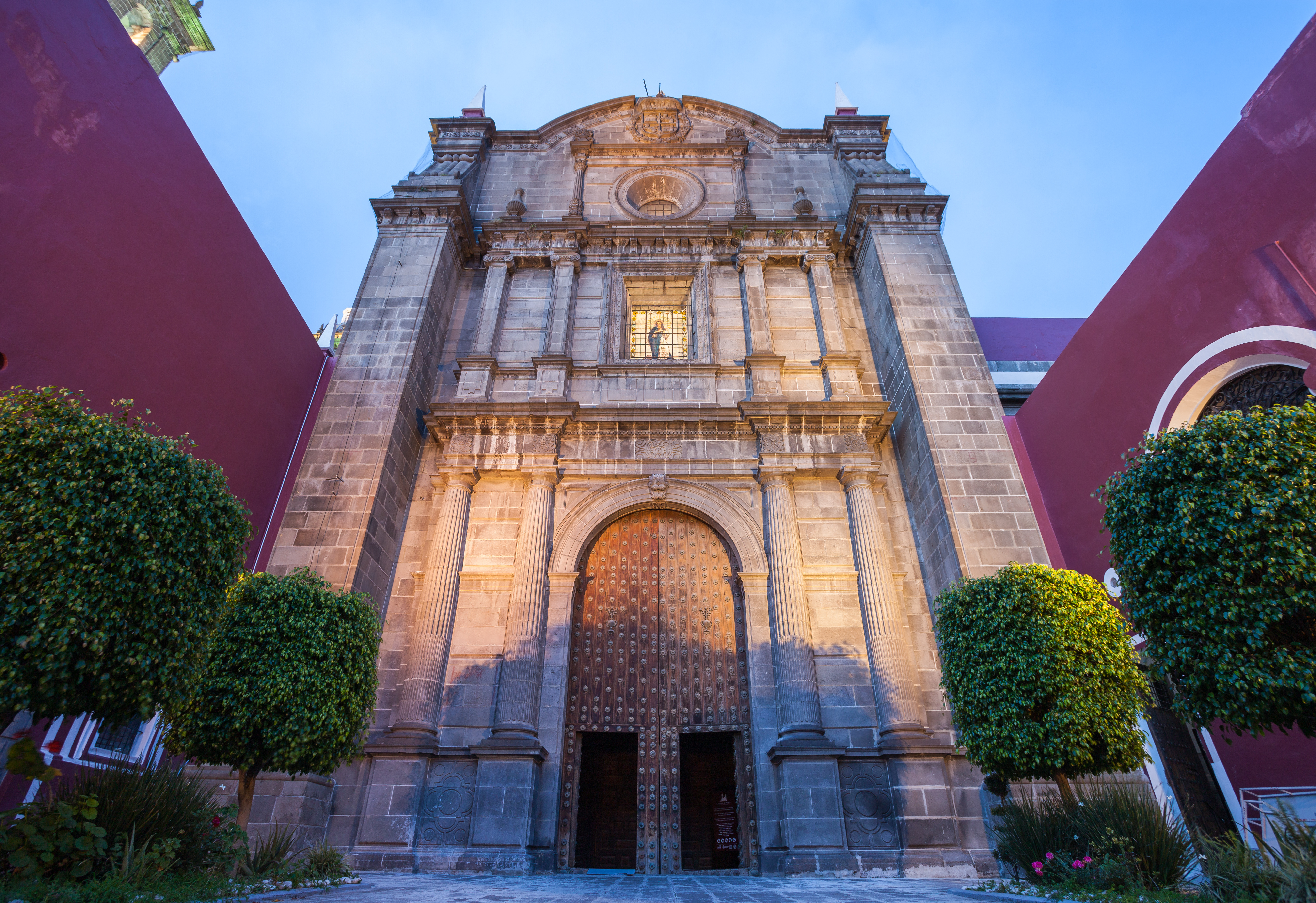
Portada sur.

La puerta que da hacia la Plaza Mayor se llama de San Cristóbal por Cristóbal de Licia quien es patrono, entre otras cosas, de todas las entradas y salidas, pues había detrás de la puerta una gigantesca estatua hecha de madera de este santo ya desde la inauguración de la Catedral (1649) hasta los tiempos del intendente Manuel de Flon Conde de la Cadena (1786-1811) cuando fue retirada, hoy en su lugar se halla un lienzo en gran formato del mismo santo y la estatua se guarda en el templo de Santiago.
Las portadas norte y sur son similares en arquitectura aunque varían en detalles siendo la Sur más sencilla sin estatuas ni adornos, esta última está ubicada frente a la Casa de la Cultura, antiguo Seminario, y su atrio solo tiene el ancho de la portada por estar encajonada en ambos lados por construcciones de la misma iglesia. La reja de este acceso fue construida por José Mariano Saavedra. Fue abierta al público en septiembre de 2010 después de haber permanecido cerrada por más de 50 años.
La portada que da hacia el Norte tiene de alto aproximadamente 30 metros de altura, consta de tres cuerpos, el primero es de orden dórico con cuatro columnas estriadas y sus capiteles con ovos tallados en su cuarto bocel, rematan en cornisas bien proporcionadas sin triglifos; en los intercolumnios hay repisones con nichos bien definidos rematados con conchas y en él se hallan dos estatuas de San Juan Evangelista y San Mateo, de tamaño natural y de Villería; la imposta del arco corre a los lados, también hay medallas con retratos de reyes fundadores en bajo relieve y piedra blanca y de lo mismo unos niños que adornan las enjutas del arco.
El segundo cuerpo es de orden jónico que parte de un pedestal muy adornado, lo constituyen cuatro pilastras, dos en cada lado, y al centro una ventana con marco tallado de buen gusto, y los intercolumnios tienen nichos y medallas con las estatuas de San Lucas y San Marcos. Continúa hacia arriba con una cornisa, esta sí, adornado su friso con triglifos, a su lado corren dos magníficos postes que dan al conjunto un aspecto majestuoso.
El remate de los postes sirven para recibir un arco que cubre al tercer y último cuerpo, este rompe de la cornisa del segundo y lo forman dos columnas corintias sobre pedestales con su cornisa y frontis. La arquitectura de esta portada es considerada obra maestra por su trabajo de cantería por lo que no sin razón tiene grabado en el pedestal (Hoc opus, Hic labor).

#### Cúpulas Mayor y la de los Reyes

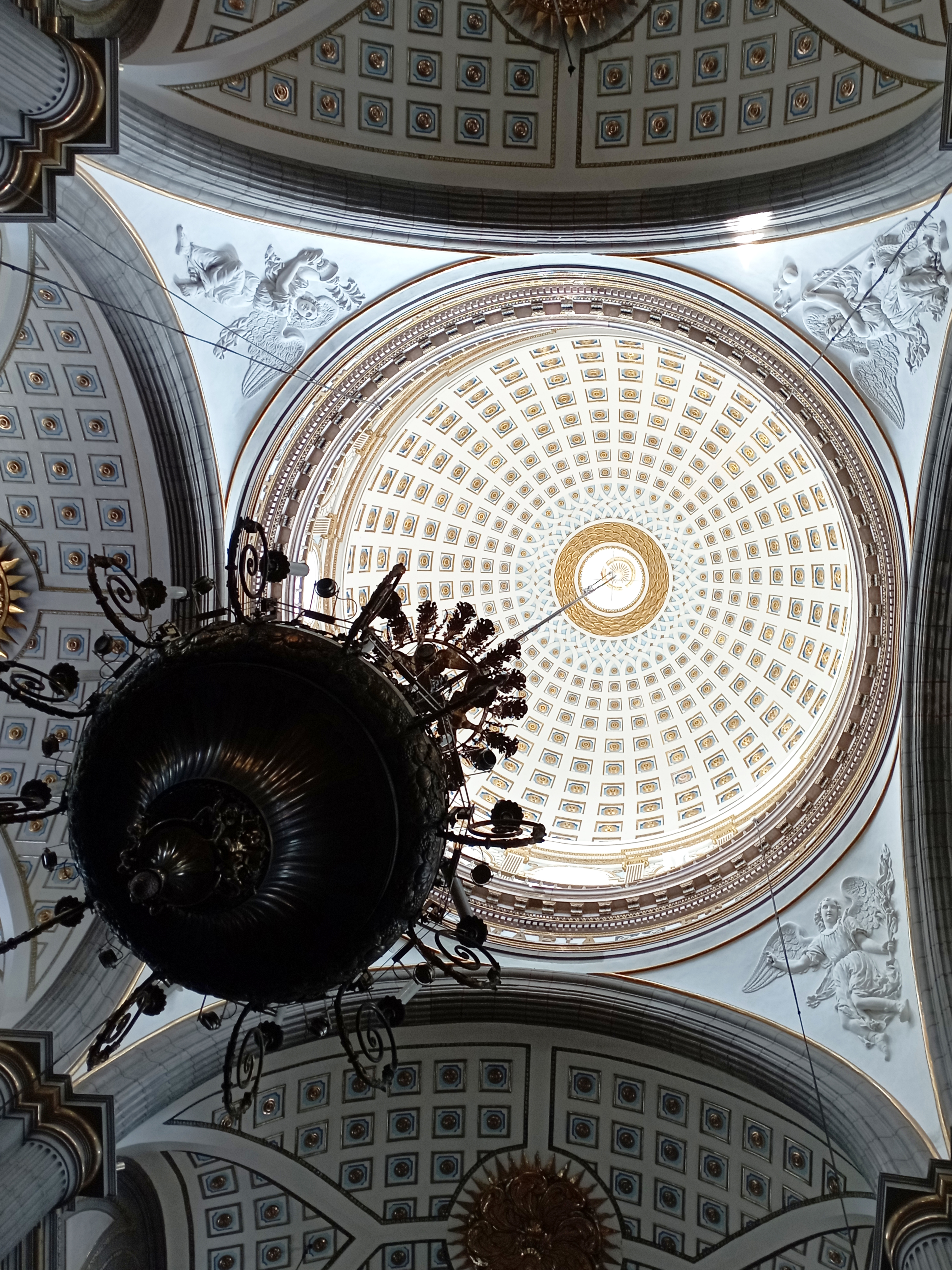
La cúpula principal que desde el piso a su linternilla mide 43 m de altura, muestra en los nichos junto a las ventanas a los evangelistas y profetas mayores, está adornada con casetones y en sus pechinas los relieves en estuco de los arcángeles Miguel, Gabriel, Rafael y Uriel. El candil principal es de tumbaga, obra del francés Georges Clere, en 1892.

Es de media naranja y se eleva majestuosa sobre el crucero siendo su sotabanco octagonal con tres pilastras jónicas en cada ángulo y en su cornisa en los cuatro muros de los frentes se ven otras tantas ventanas, la superficie exterior incluyó un revestimiento de azulejos amarillos y verdes de terracota en cuyos tres cuarteles lucen igual número de estrellas repartidas a iguales distancias, y remata con una graciosa cúspide y una estatuilla de la Concepción.
La cúpula de la capilla de los reyes es de menor tamaño, su cascarón tiene cuatro ventanas y otras tantas escalerillas, entre cada una remata con una estatuilla de San José. Esta cúpula luce mucho de noche cuando la iglesia está iluminada.

### Atrio
El lugar lo ocupaba con probabilidad la Iglesia Mayor antecedente de la actual, que después cuando fue demolida aquella, permenecieron los escombros un tiempo mientras se construía la catedral, Veytia que nació en 1718 los vio, y Bermúdez de Castro nacido en 1746 los describe, pero ya no aparecen en el plano de 1754. Durante la existencia de la Iglesia Mayor en el siglo XVI, se erigía ahí la capilla de los naturales llamada la capilla de "San Pedro de los indios", y junto a esta unas casas curales donde vivían los sacerdotes pudiendo presenciar desde su balcón las corridas de toros que tenían lugar enfrente, también había un osario para los huesos que se sacaban del Hospital de San Pedro.
Desaparecidos esos edificios según un plano de 1754, se construyó una nueva capilla para los naturales y a su costa, esta vez a un lado de la torre sur, tenía forma de cañón compuesto de cuatro bóvedas, sus medidas son 6 m de alto, 7,5 de ancho, y 15 m de largo y estuvo dedicada a "Las Lágrimas de San Pedro". Fue conocida a fines del siglo XVIII y durante el XIX como "Capilla de los Aguadores" y cuya entrada era por el atrio. Se cerró al culto en 1890 trasladando la devoción al templo de los Gozos. Se cancelaron sus arcos y hoy se dedica a bodega. En 1766, como en la antigua Iglesia Mayor, se volvió a construir un lugar subterráneo delante de la capilla para los restos mortales de los naturales.
En el siglo XVIII todo el atrio estaba enlosado con escalinatas para su acceso y era circunvalado por postes áticos en cuyas cúspides había estatuas de santos y entre los postes 17 columnas toscanas rematadas con leones y escudos de piedra blanca de Villería.
El enverjado actual se comenzó a construir en 1878, siendo costeado en cada tramo por donadores particulares de acuerdo a las inscripciones en piedra roja que hoy se aprecian.

## El interior

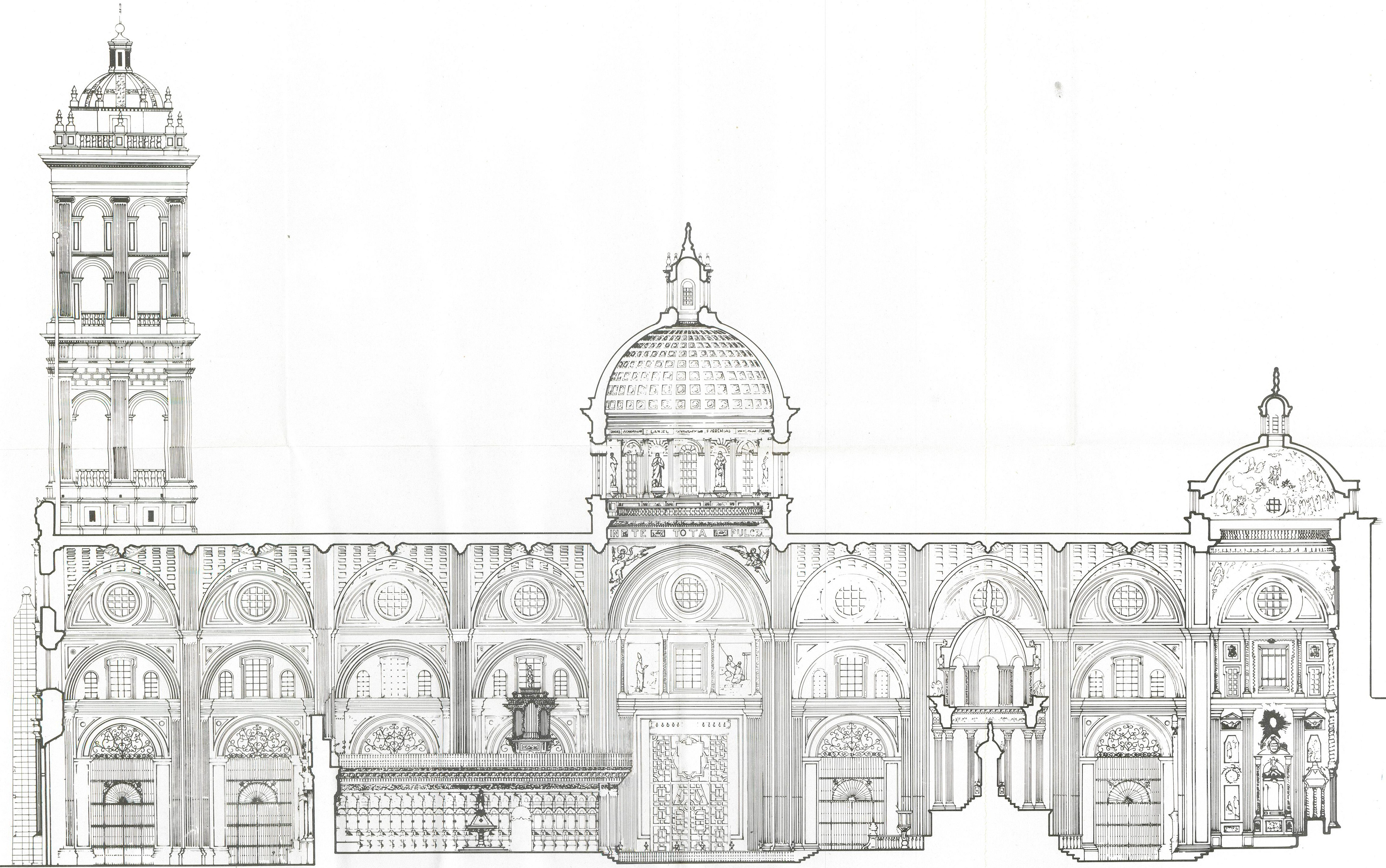
Corte de la Basílica Catedral y Sagrario.

Como se ha dicho, la planta interior de la catedral forma un paralelogramo de 97.67 metros de largo, desde la fachada (puerta del Perdón) a la acera de la calle 2 Sur, de Poniente a Oriente, por 51 metros de ancho, de sur a norte; si hemos de considerar únicamente el templo catedralicio sin la Mitra, es decir de la fachada al altar de los Reyes la medida es de 82 metros. En este espacio se elevan cinco naves en forma de cruz griega: la nave principal, la del crucero, dos procesionales y dos para las capillas.
Tiene 14 colosales columnas de estilo dórico de casi 15 metros de altura desde el zócalo hasta el capitel, estriadas todas, 6 pilastras de la misma altura, sostienen las bóvedas y arcos de la nave superior y 18 columnas empotradas en los muros laterales de 9.78 metros de zócalo a capitel, sustentan las bóvedas de las naves inferiores. Todos los pilares cargan el peso de cuarenta bóvedas y dos cúpulas siendo todos de cantera gris que fue traída de los pueblos vecinos de la ciudad y labrados con una precisión que la obra parece exenta de errores.
Las 14 columnas aisladas que forman la nave del medio no son redondas, sino que forman un poste cuadrado con una columna empotrada en cada faz, tomando en cuenta esta concepción se tiene que son en total 74 columnas, y seis pilastrones. Estos soportan 12 arcos torales visibles y 4 ocultos, sumando las de naves laterales son en total 30 a la vista y 4 embebidos en los muros principales.
El cuerpo principal de la catedral tiene dos cúpulas, una sobre el Altar de los Reyes sin domo y otra con él en el crucero, la mayor de todas, además de 14 esféricas o de medio plato, que pertenecen a las naves laterales; a más deben contarse las de las capillas que son 14 del tipo de bóveda baída o de pañuelo, siendo en total 39, todas adornadas con sus rosetones en el medio y casetones dorados ordenados de mayor a menor hacia los vértices que se cubren con florones de clavete y a su vez penden los medallónes en cada una a lo largo del templo y dando vuelta al mismo. A excepción del cascarón de la cúpula mayor hecha de piedra pómez para aligerar su peso, en las demás se empleó cal y canto.
Se hallan en el tambor de la cúpula principal ocho hornacinas con las esculturas de los profetas y evangelistas en estuco blanco, su creador fue el arquitecto y escultor español Pedro García Ferrer sobrino del obispo Palafox.
El enlosado es de mármol rojo y negro alternado, llamado de Santo Tomás. El edificio está iluminado por 124 ventanas, de las cuales 27 son redondas, empleando 2215 vidrios que originalmente fueron puestos en el año de 1664.

### Los altares del Evangelio y de la Epístola

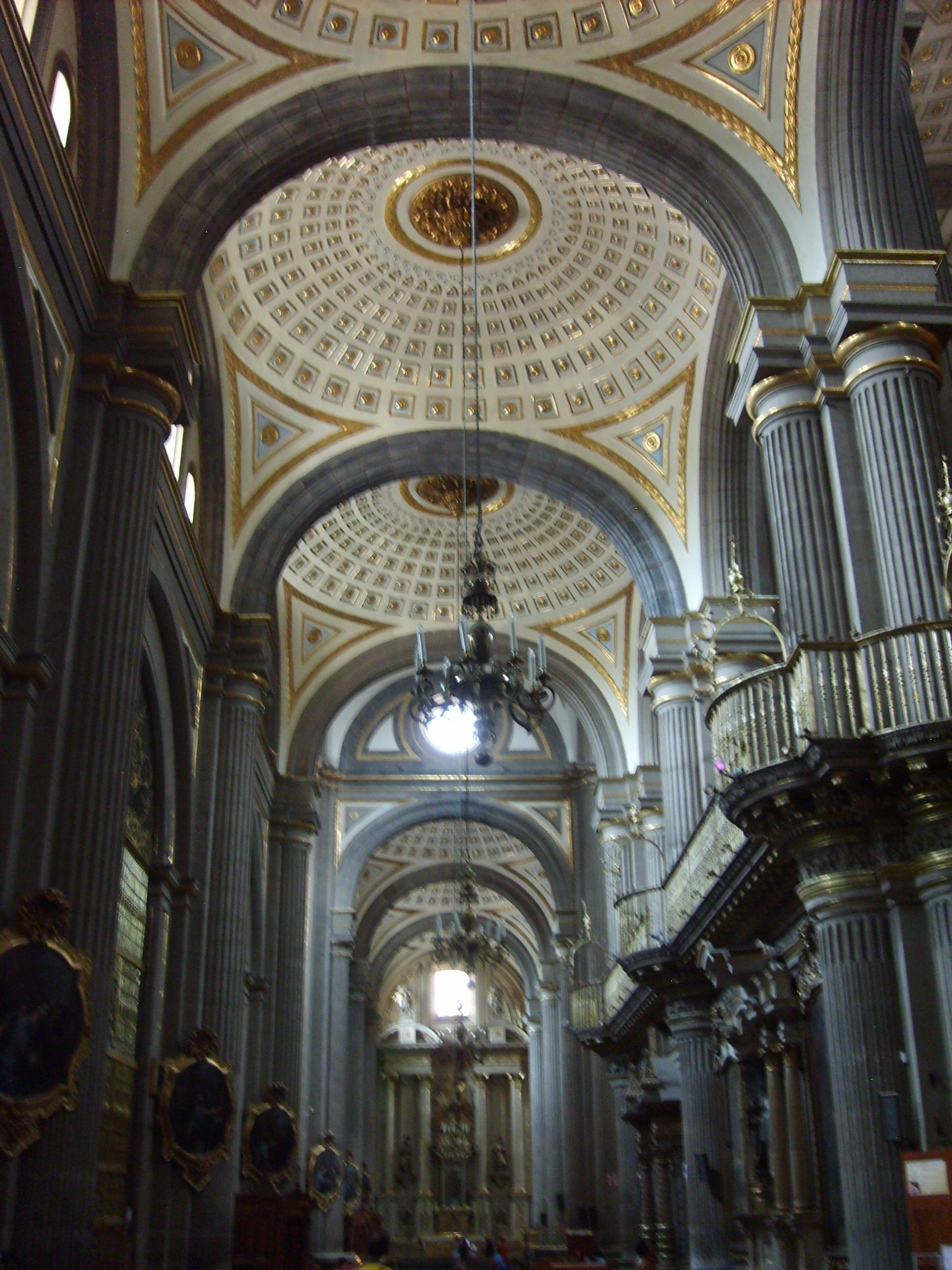
La nave procesional del Evangelio, al fondo el altar dedicado a San José, a la izquierda el viacrucis obra de Miguel Cabrera y a la derecha el Coro.

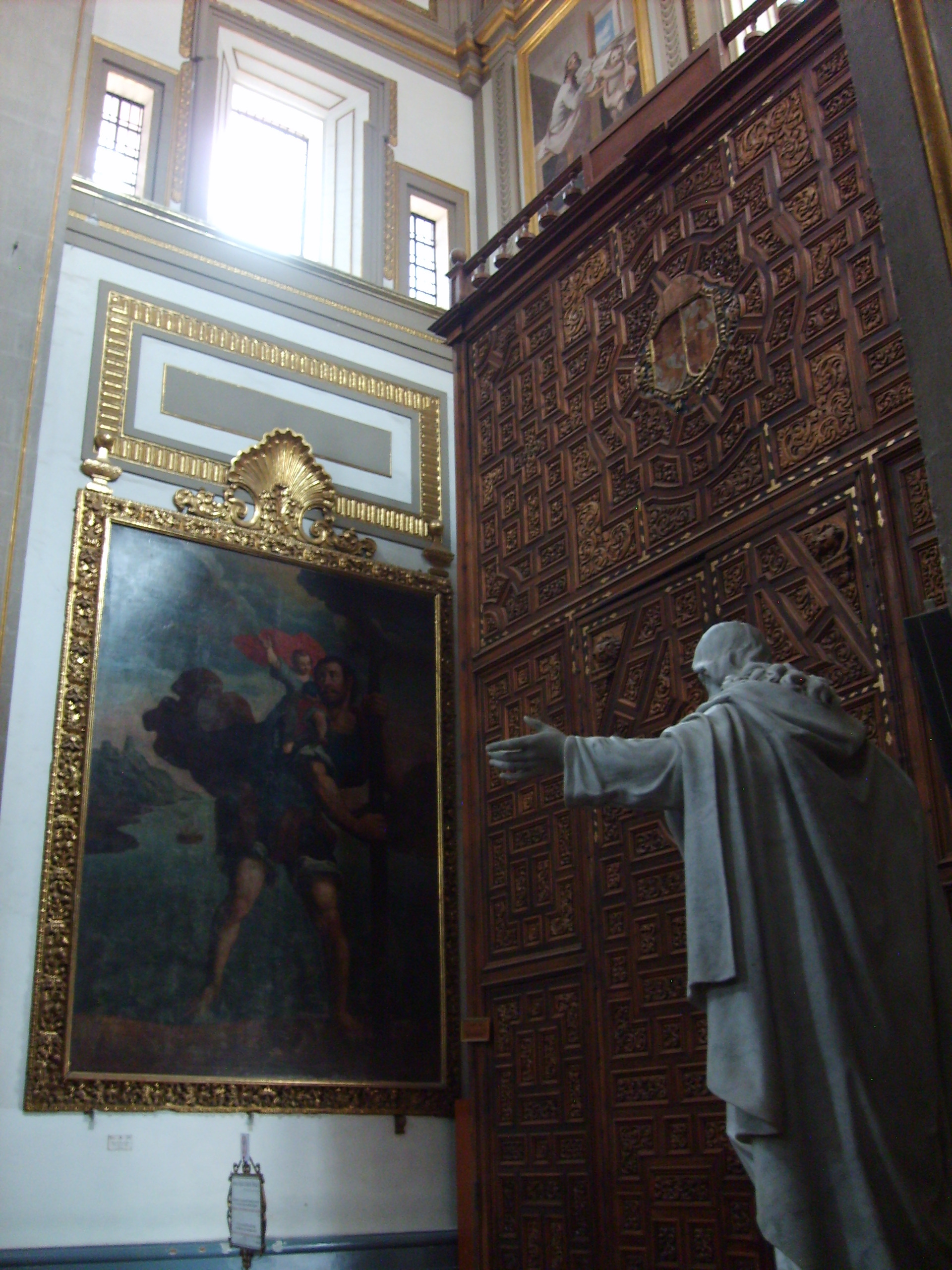
Cancel de la puerta de San Cristóbal y cuadro del santo, del autor Lara y el Cristo del escultor José Zacarías Cora.

Cada nave colateral tiene su altar a la cabeza de ella: el del lado del Evangelio está dedicado a San José y el de la Epístola a San Miguel. Estos dos altares son igualmente dorados y de orden corintio. Se componen de cuatro columnas grandes en el primer cuerpo y dos chicas en el segundo. Cada altar tiene un gran nicho con cristales, dentro de ellos están colocadas las imágenes de los santos a quienes están dedicados, sobre hermosas peanas de plata y cuatro ramilletes del mismo metal. La imagen de San Miguel tiene su bastón y demás aderezos de plata, y a los lados en los intercolumnios, en unos repisones, están colocadas dos estatuas de San Gabriel y de San Rafael, sobre hermosas peanas de plata y sus portavelas del mismo metal; siendo estas figuras de tamaño natural.
La mesa del altar tiene un frontal de plata y soporta un sagrario de más de un metro de alto del mismo metal, con un nicho en el medio donde está colocado un Cristo de José Antonio Villegas Cora, y otros a los lados con varias reliquias.
El altar de San José, a la derecha del Altar de los Reyes, tiene el mismo adorno de plata y las estatuas de sus intercolumnios son de San Joaquín y de Santa Ana. La de San José es de Cora. En el sagrario de este altar está colocado otro Santo Cristo con la Virgen y San Juan.
- Viacrucis

La serie de cuadros que relatan el Viacrucis, ubicada a lo largo de ambas naves procesionales, fue realizada entre 1753 y 1754 por el pintor tapatío José de Ibarra. El conjunto fue atribuido erróneamente por mucho tiempo al famoso pintor oaxaqueño del siglo XVIII Miguel Cabrera.
- Transepto

Por el acceso del lado norte del transepto se halla el óleo en gran formato de San Cristóbal cargando al Niño Jesús y enfrente de este, está el arcángel San Miguel del pintor del siglo XVIII Luis Berrueco.
Por el lado sur se representan el patrocinio de San José y del lado opuesto Etapas de la Vida de San Juan Nepomuceno, mártir del secreto de confesión, del pintor del siglo XIX Miguel Jerónimo Zendejas.
En el segundo cuerpo de las naves del crucero están representados los cuatro evangelistas, San Mateo, San Marcos, San Juan y San Lucas, en pinturas al temple del siglo XIX del pintor poblano Julián Ordóñez, los canceles de las puertas fueron ensamblados en madera de cedro en siglo XVII de estilo mudéjar que fueron concluidos por el X obispo Diego Osorio de Escobar y Llamas e intervino en la regencia de la obra el arquitecto Francisco Gutiérrez resaltando en los canceles principales tres relieves: en el centro el escudo de España, en los laterales el del primer obispo Fray Julián Garcés Romano y el del IX obispo Juan de Palafox y Mendoza.

### Planta
1. Altar de los Reyes Católicos.
2. Altar Mayor o Baldaquino (Ciprés).
3. Coro y órganos.
4. Capilla del Apóstol Santiago.
5. Capilla de San Pedro.
6. Capilla de Nuestra Señora de Guadalupe.
7. Capilla del Sagrado Corazón de María.
8. Capilla de la Inmaculada Concepción.
9. Capilla del Señor de la Preciosa Sangre.
10. Capilla de San Nicolás De Bari.
11. Capilla de Nuestra Señora de los Dolores.
12. Capilla del Sagrado Corazón de Jesús.
13. Capillas de las Santas Reliquias.
14. Capilla de San Juan Nepomuceno.
15. Capilla del Señor de la Columna.
16. Capilla de la Virgen de Ocotlán.
17. Capilla de Nuestra Señora de la Soledad.
18. Sagrario.
19. Sacristía.
20. Sala de los Gobelinos.
21. Sala Capitular
22. Salón del Cabildo Catedralicio
23. Archivo.
24. Capilla del Espíritu Santo (Ochavo).

### Altar de los Reyes

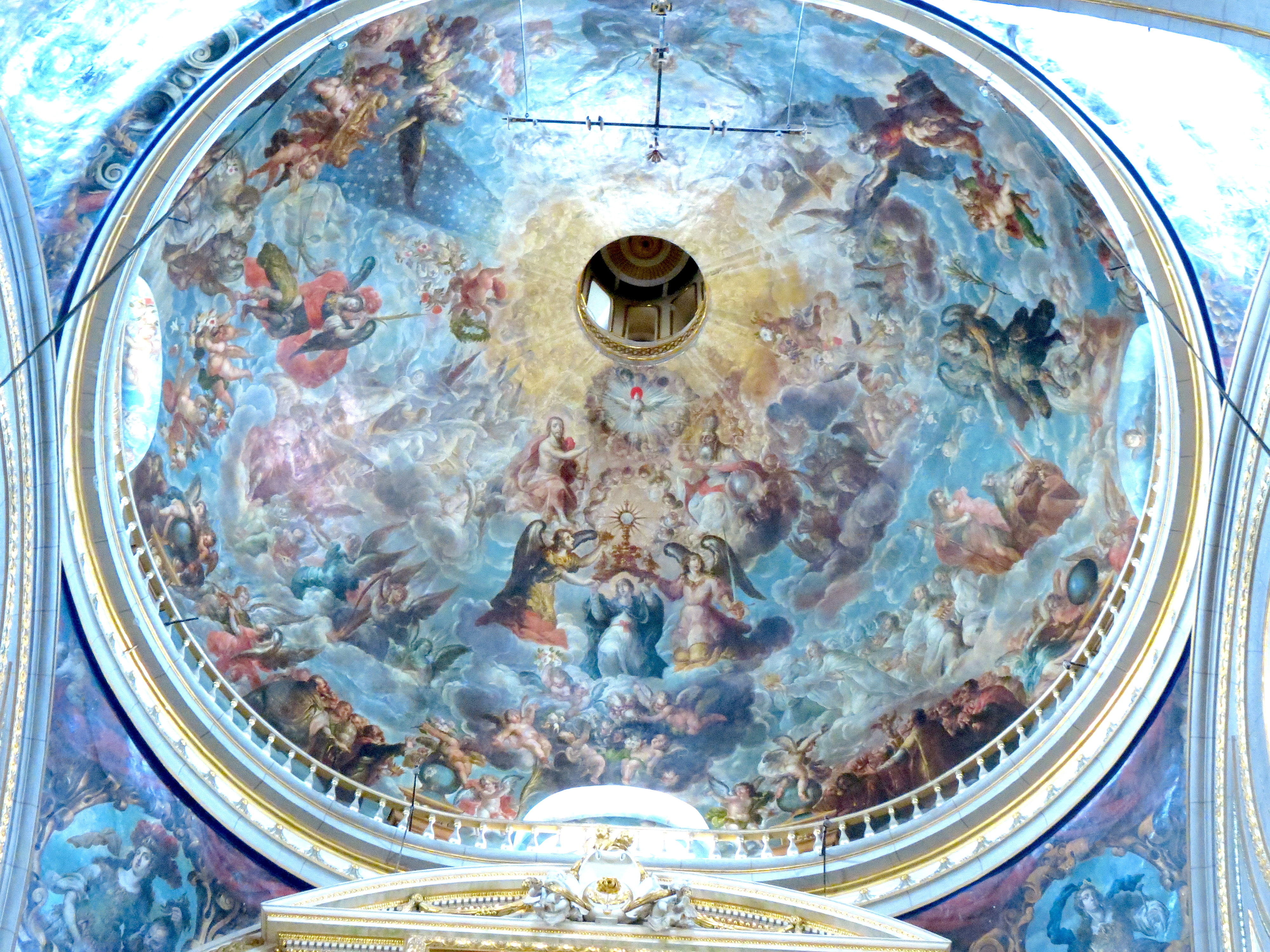
La pintura al temple de la cúpula es obra del artista barroco Cristóbal de Villalpando.

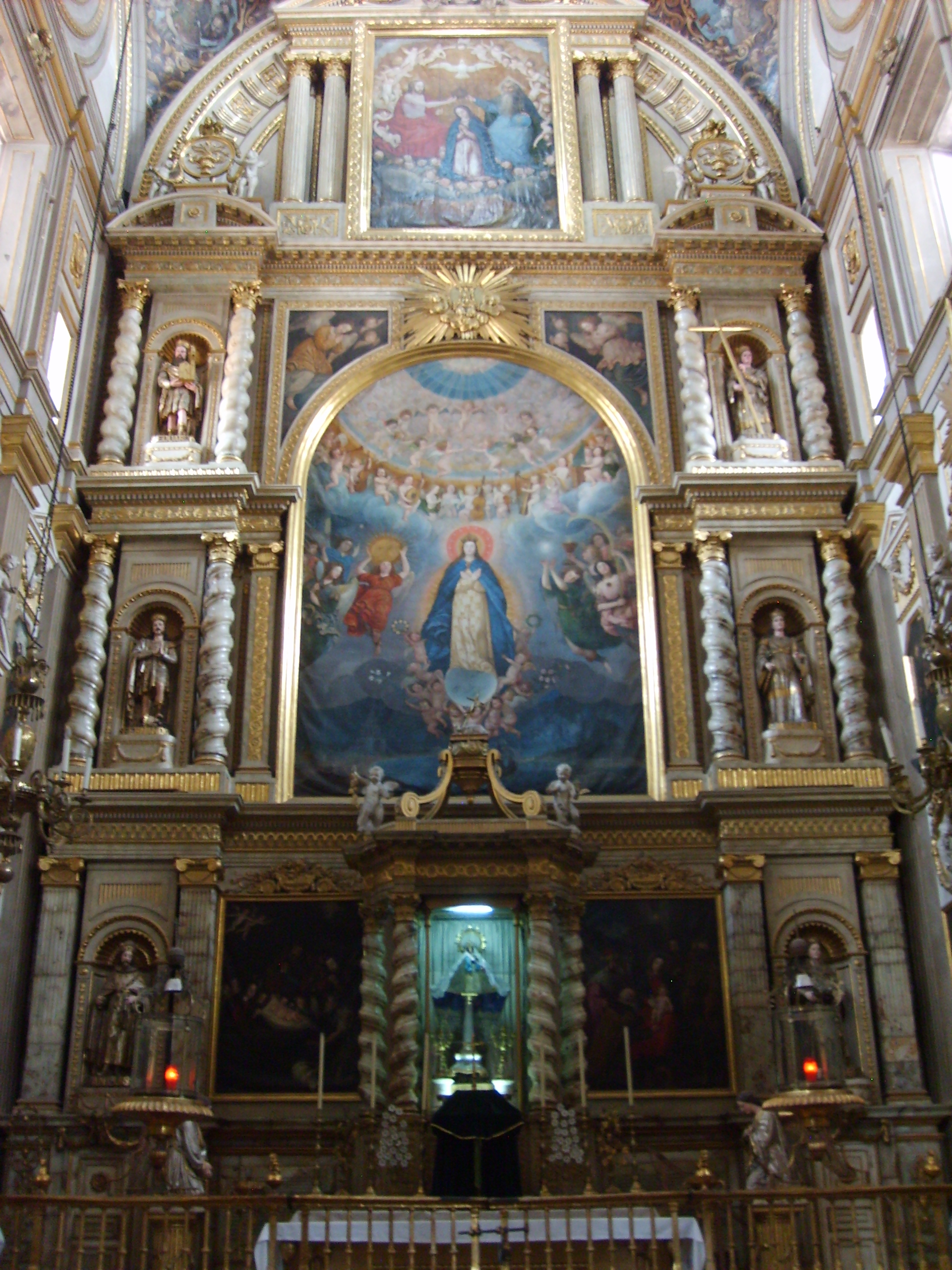
Retablo del Altar de los Reyes.

Recibe su nombre por haber en los nichos laterales de su retablo las imágenes de reyes y reinas santos.
El conjunto lo forman una cúpula sobre pechinas, un retablo principal, dos retablos laterales y el sagrario. La capilla fue proyectada por el español Juan Martínez Montañés y su retablo principal de estilo barroco salomónico fue obra del maestro Lucas Méndez bajo la dirección de Pedro García Ferrer, e inspirado en un boceto de Sebastián de Arteaga, se consagró el 18 de abril de 1649 por el obispo Palafox y su fábrica duró siete años.
La suntuosa pintura de la cúpula es una de las pocas pinturas al temple conservadas en México y que consagra el triunfo de la Eucaristía, es obra del pintor barroco Cristóbal de Villalpando realizada en el año de 1688, por encargo del obispo Manuel Fernández de Santa Cruz, logrando un gran conjunto de figuras en vivos colores a la manera de los grandes maestros italianos del siglo XVII. Las pechinas las decoró él mismo con las imágenes de las cuatro heroínas judías Judith, Ruth, Esther y Yael, mujeres fuertes engalanadas con la usanza elitista del siglo XVII.
El cuarto cuerpo y remate lo compone la pintura al óleo de la Coronación de la Virgen María por la Santísima Trinidad colocada entre columnas pareadas del orden compuesto, el gran espacio central lo componen el segundo y tercer cuerpo con columnas salomónicas, lo ocupa la pintura al óleo de la Asunción de María, en los intercolumnios de lado izquierdo Eduardo el Confesor y Fernando III de Castilla del lado derecho Helena de Constantinopla, madre del emperador Constantino, y Margarita Reyna de Escocia.
El primer cuerpo se compone por pilastras cuadradas y capitel jónico y en cada intercolumnio las esculturas de Luis IX de Francia y Santa Isabel reina de Hungría, en la parte media de este cuerpo se halla el Sagrario con cuatro columnas salomónicas, en el nicho de cristal está la imagen de Nuestra Señora de la Defensa sobre una peana y columna de plata, en los colaterales de este sagrario acompañan dos óleos: el nacimiento del Niño Jesús donde está representado IX obispo de Puebla Juan de Palafox y Mendoza y la adoración de los Santos Reyes. Todas las pinturas de este altar, a excepción de la cúpula, fueron realizadas por el arquitecto y pintor español Pedro García Ferrer cercano familiar del obispo Juan de Palafox.

### Altar Mayor

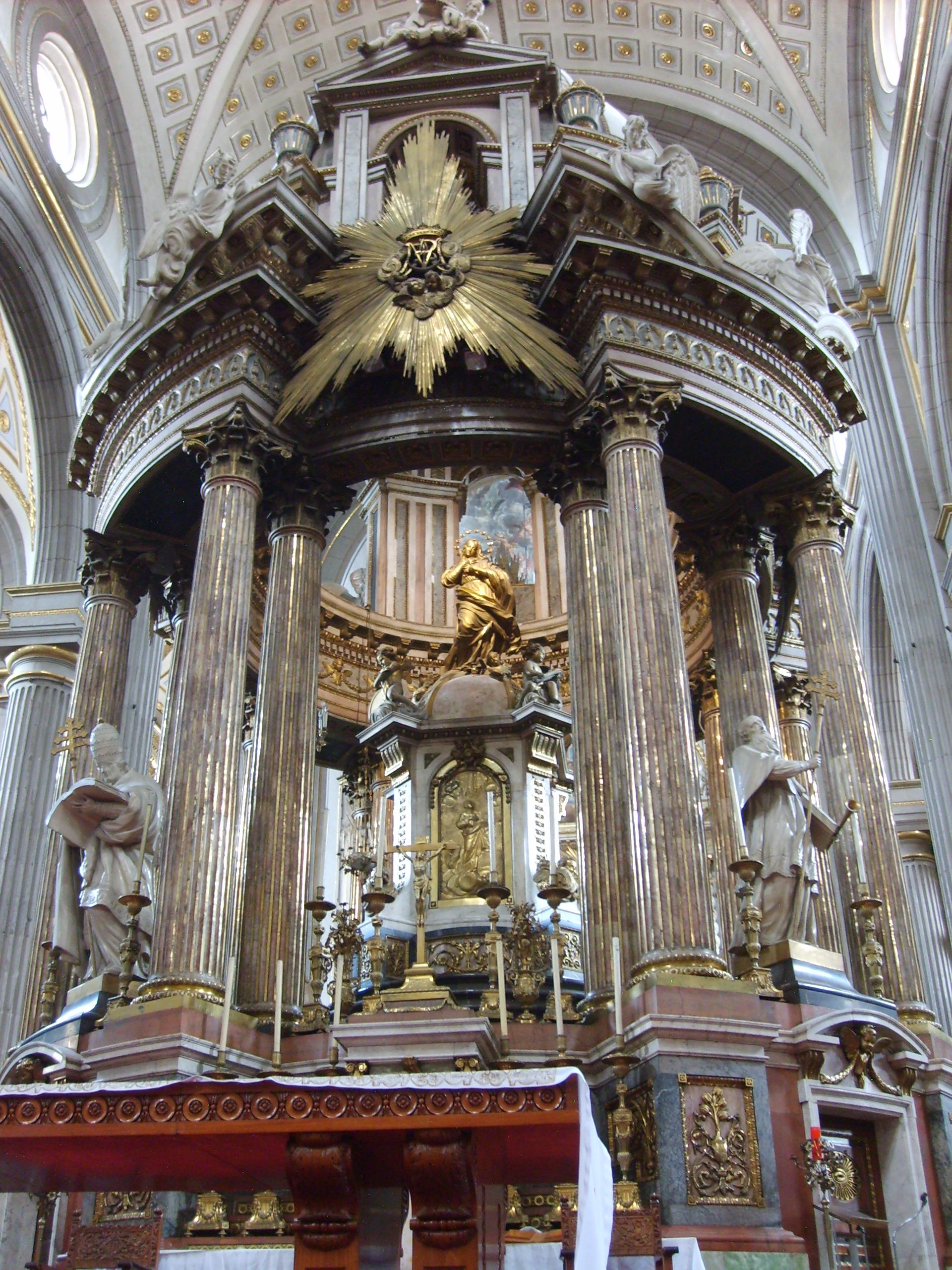
El ciprés obra de Manuel Tolsá se centra en la figura en bronce de la Inmaculada Concepción de 2 metros de altura y casi una tonelada de peso.

El IX obispo, Juan de Palafox y Mendoza, había reunido los despojos de sus antecesores en el año de 1649, que estaban en otras iglesias de Puebla e inició así el panteón de los obispos en el antiguo tabernáculo. Por el año de 1798, siendo obispo Salvador Bienpica y Sotomayor, se trató de hacer uno nuevo y se pensó que fuera de plata, mas esta idea se desechó y posteriormente se consultó a Manuel Tolsá, director de escultura en la Academia de México quien aceptó hacer el plano y maqueta; una vez contratado se llevó a cabo el derribo el 1 de septiembre de 1799 iniciándose la obra nueva con enormes gastos, después de algunos cambios en la administración el arquitecto José Manzo tomó la dirección.
Se trabajó empeñosamente y sin consideración de gastos hasta concluir la espléndida obra que mantuvo a los poblanos en expectación durante 20 años. Se bendijo el actual altar mayor, llamado Ciprés, el 5 de diciembre de 1819. La inhumación y traslado de los restos mortales de los obispos angelopolitanos a la cripta de los obispos se realizó el 14 de mayo de 1824. Los artistas principales que trabajaron en ella además de Tolsá y Manzo fueron: Pedro Patiño Ixtolinque, el maestro Pedro Pablo Lezama en el trabajo de los mármoles y mampostería, el de los estucos José Ramírez; la obra de bronce y plata la trabajó en México Manuel Camaño, el cincelado Joaquín de Izunsa y el platero Simón Salmón que entre otras obras hizo el vaciado de la hermosa imagen de la Inmaculada Concepción de Tolsá. Los ambones para las lecturas y el púlpito, fueron obra de Joseph de Medina de 1719.
- Arquitectura

La altura del Ciprés, desde el suelo hasta la cabeza de la estatua de San Pedro, es de 17.50 metros.
Es un edificio de estilo neoclásico con influencia de la arquitectura romana antigua de su época de decadencia, las que implican rebuscamientos volumétricos rompiendo en entablamentos y frontones complicados al contrapunto de rectas y curvas, en este monumento hay una variedad grande de materiales como mármoles de Tecali, estuco, bronce, latón y madera de cedro en las criptas.
Este ciprés está colocado sobre un pedestal de cantería de 2.61 metros de alto en cuadro y se asienta en una planta circular de orden corintio formando un torreón abierto con cuatro frentes. El primer cuerpo se compone de 16 columnas estriadas de orden corintio de 5.66 metros de alto agrupadas por cuatro en cada ángulo que encierran a los doctores de la iglesia en estuco blanco San Gregorio, San Ambrosio, San Agustín y San Jerónimo.
La cornisa se interrumpe en cada sección de los pilares para alojar en sus huecos grandes resplandores con el anagrama de la Virgen María y remates de ángeles en estuco, sobre la cúpula remata un San Pedro rodeado de serafines y nubes en estuco blanco, la parte inferior fue decorada de manera muy suntuosa en consonancia con el resto del monumento, el edificio deja un gran espacio hueco destinado al tabernáculo y a la Purísima Concepción, se clasifica mediante un zócalo escalonado con 8 lados que marcan pilastras esquineras y llevan doradas puertecillas en sus vanos, lo cierra una media naranja y culmina con la estatua de la Purísima que pisa a la bíblica serpiente entre nubes, fue fundida en bronce y con un peso de 920 kilogramos. La base del ciprés, en forma redonda y de bóveda plana, donde existen cuatro puertas pequeñas para el acceso de las criptas de los obispos, únicamente se abren el 2 de noviembre día de los fieles difuntos.

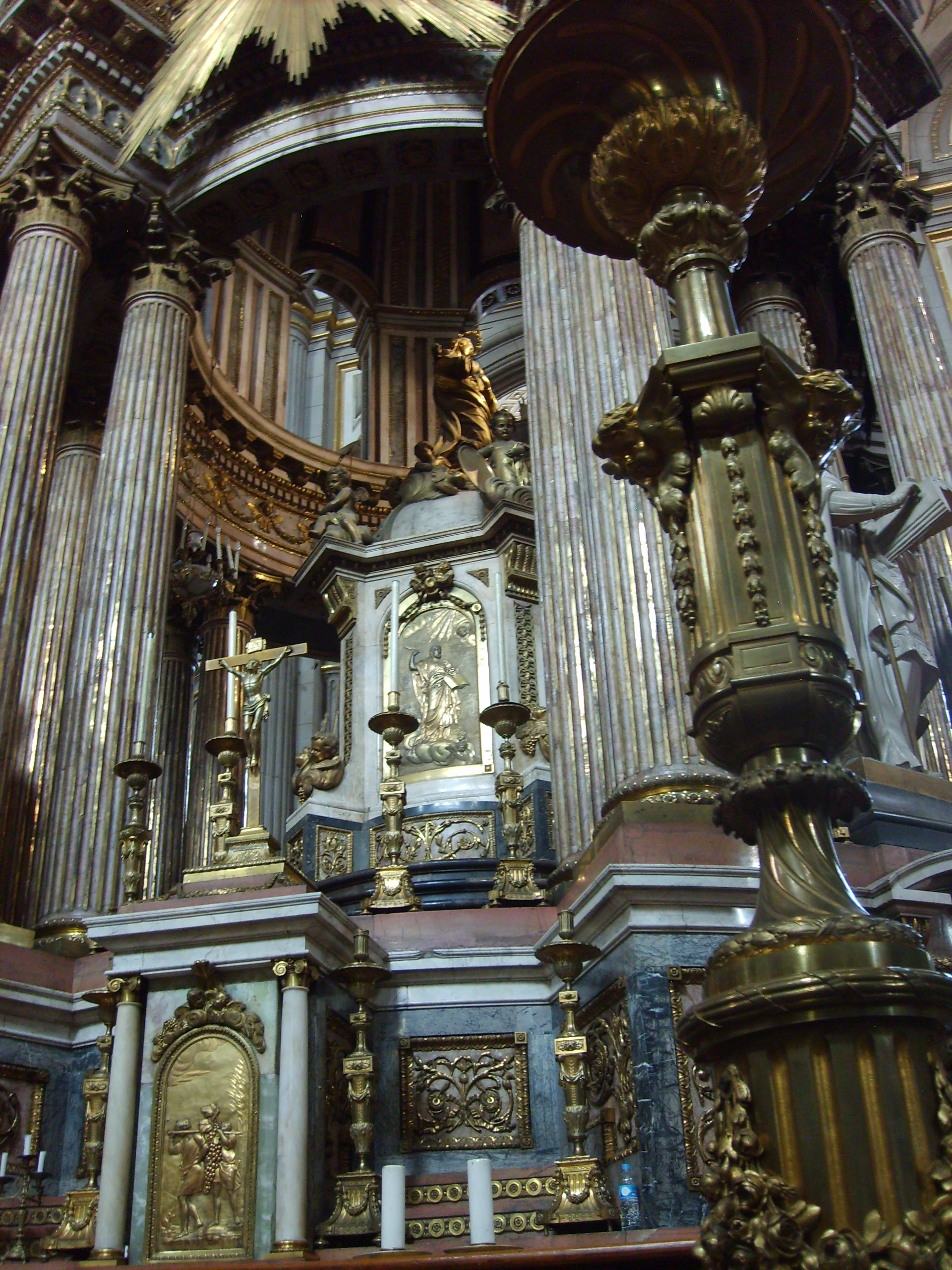
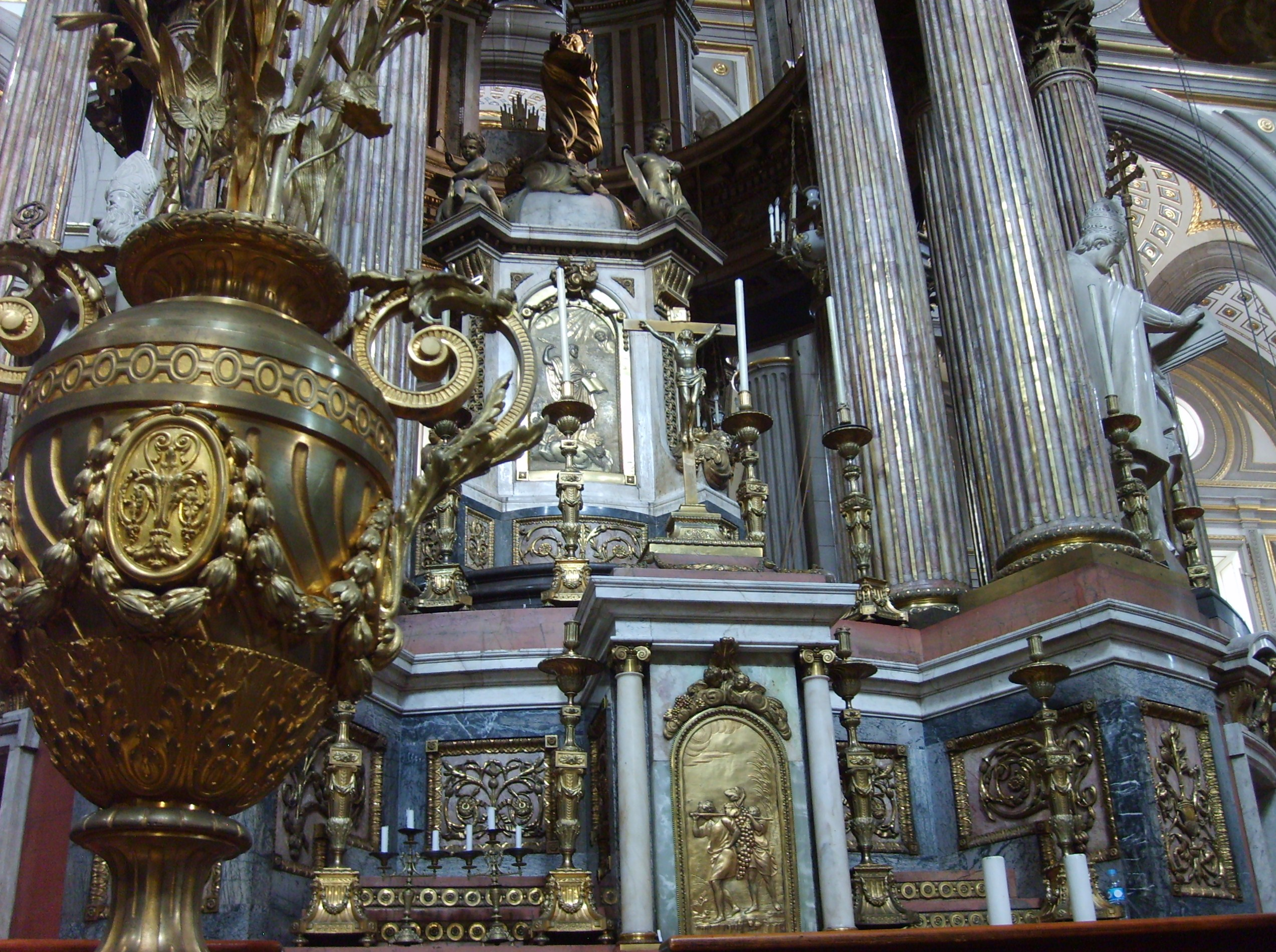
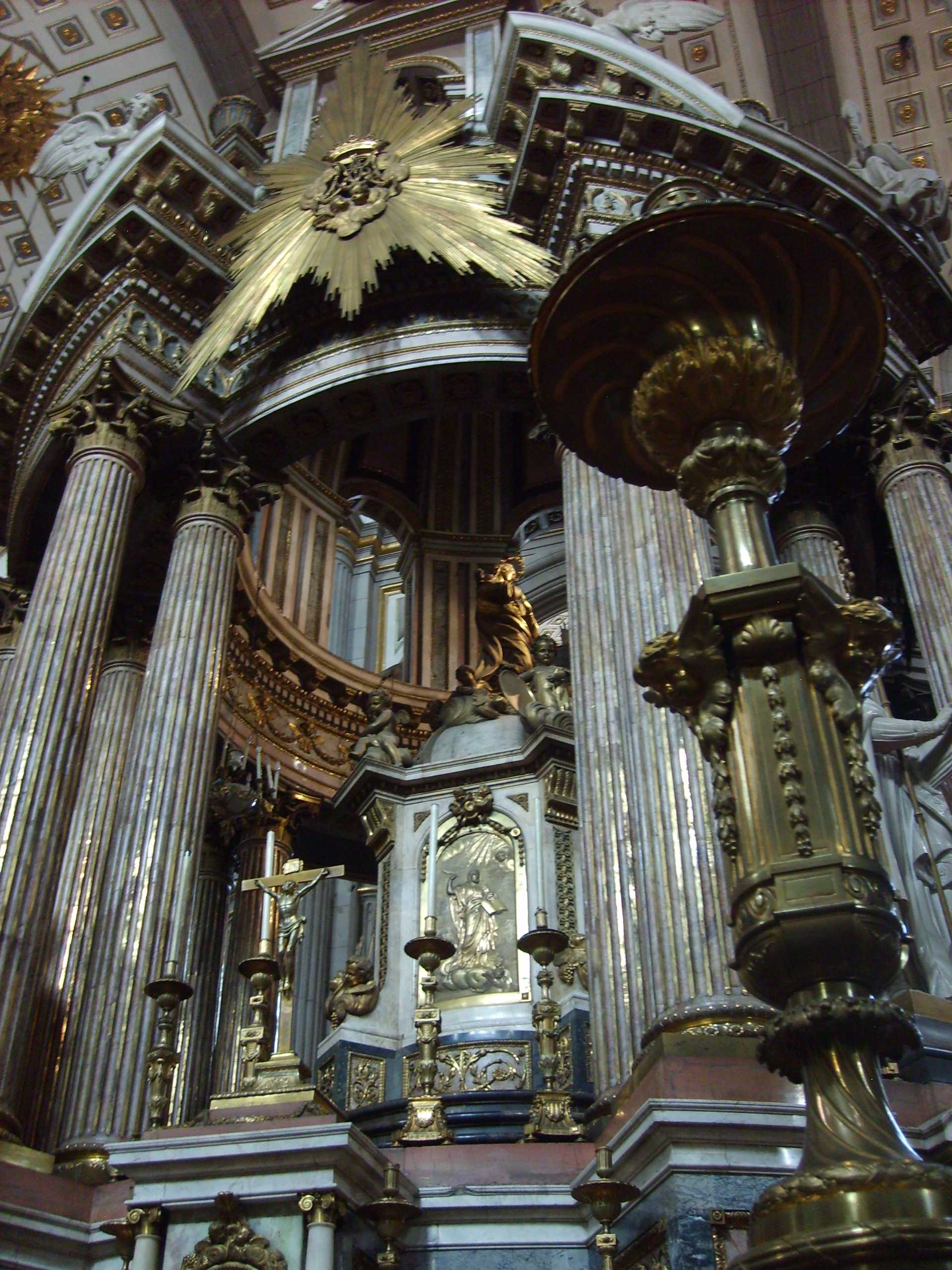
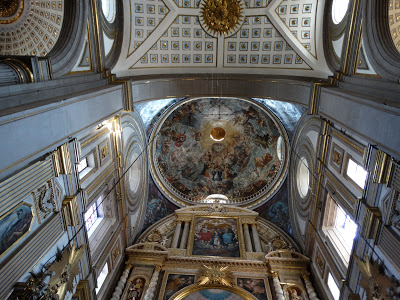
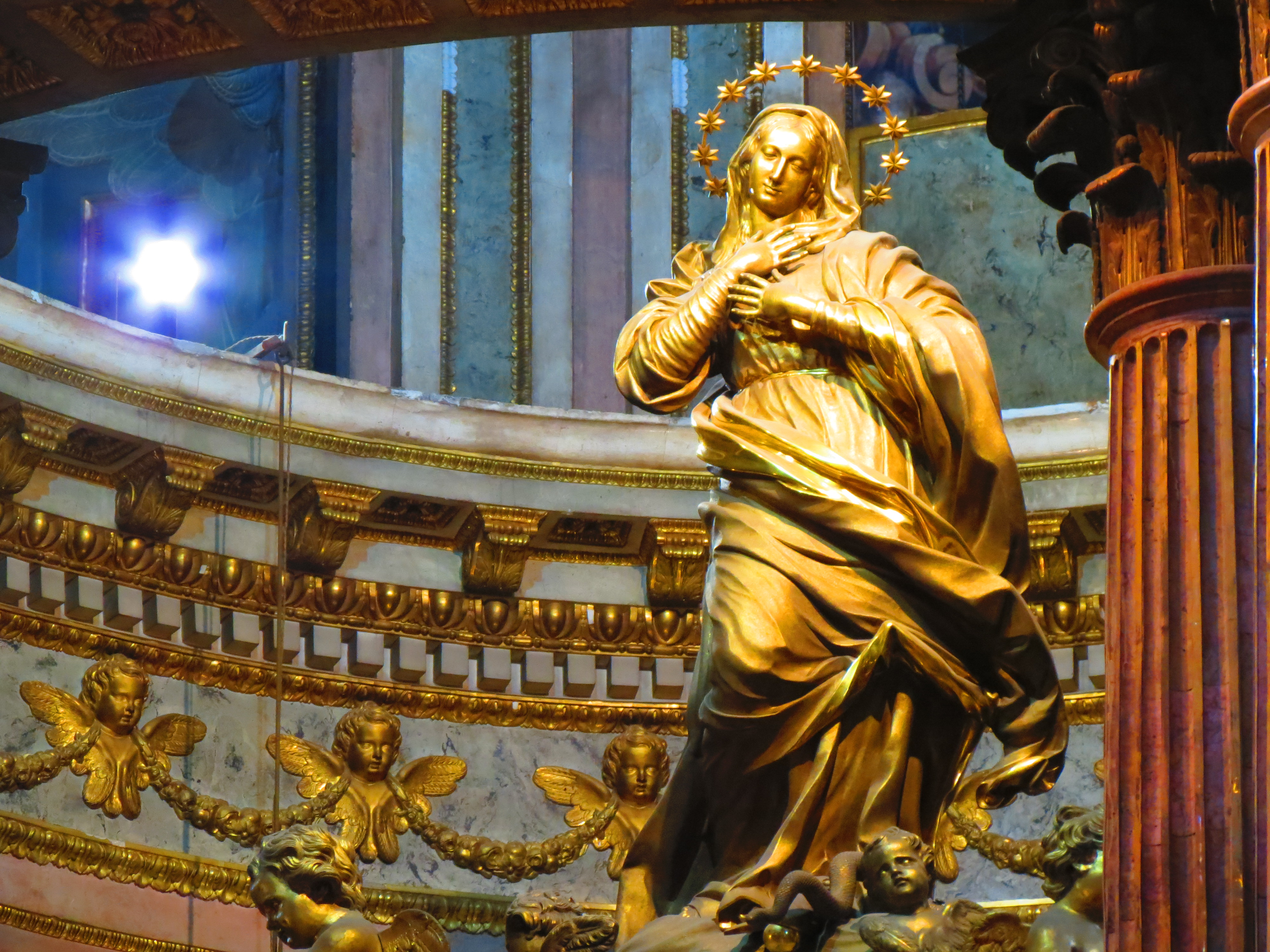

### El Coro

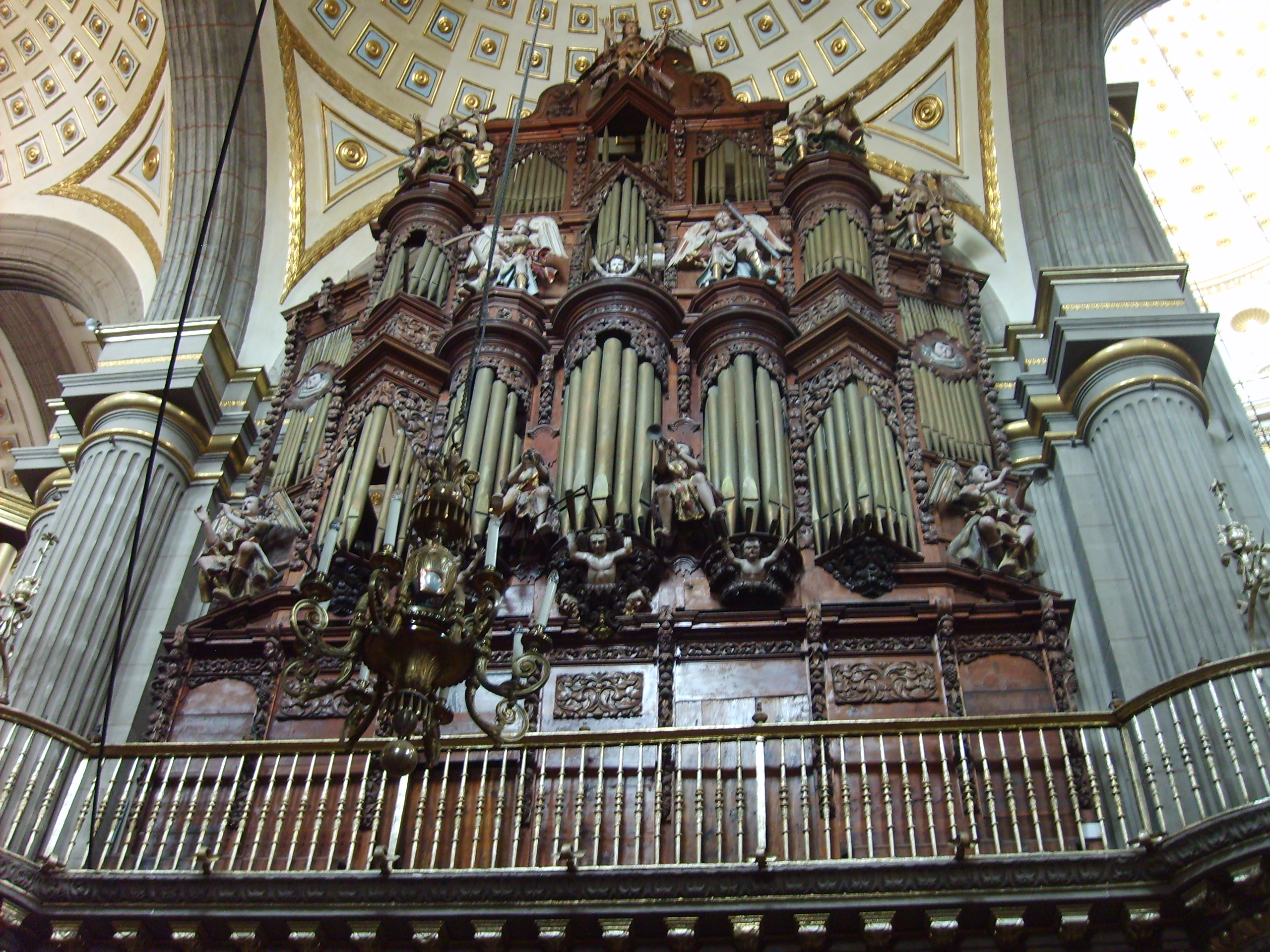
El segundo órgano construido en 1737.

El Coro que se ubica frente a la puerta del Perdón, fue construido en la última década del siglo XVII y principios del siglo XVIII con la finalidad de que este lugar fuera destinado al oratorio del Cabildo de Puebla, para lo cual se requirió de la instalación, en épocas sucesivas, de órganos para la armonización de las ceremonias.
El Coro se compone por tres grandes muros que en forma de herradura se abren en dirección al Altar Mayor, el espacio que crea es cerrado por una reja en forja poblana del siglo XVII del maestro Juan Mateo de la Cruz que remata con el Calvario en marfil y en los colaterales, los campaniles.
El interior se compone de 52 sillas en dos filas exclusivas para el cabildo eclesiástico, la sillería es de hermosa marquetería poblana, con maderas finas, hueso y marfil formando diferentes engrecados, en los respaldos de cada silla. Las dos pequeñas puertas que dan acceso al coro fueron taraceadas por las dos caras y con relieves de San Pedro y San Pablo; estas sillerías y puertas fueron donadas por el XIV obispo Pedro Nogales Dávila y trabajadas en el siglo XVIII por el maestro Pedro Muñoz, en el centro del coro sobre un balaustre de piedra de tecali se halla un facistol de cedro donde soporta cuatro libros del s. XVI con música Gregoriana y grabados de Luis Lagarto, remata este hermoso facistol la estatua de San Juan Nepomuceno mártir del secreto de confesión y patrón de los sacerdotes.
- Los órganos

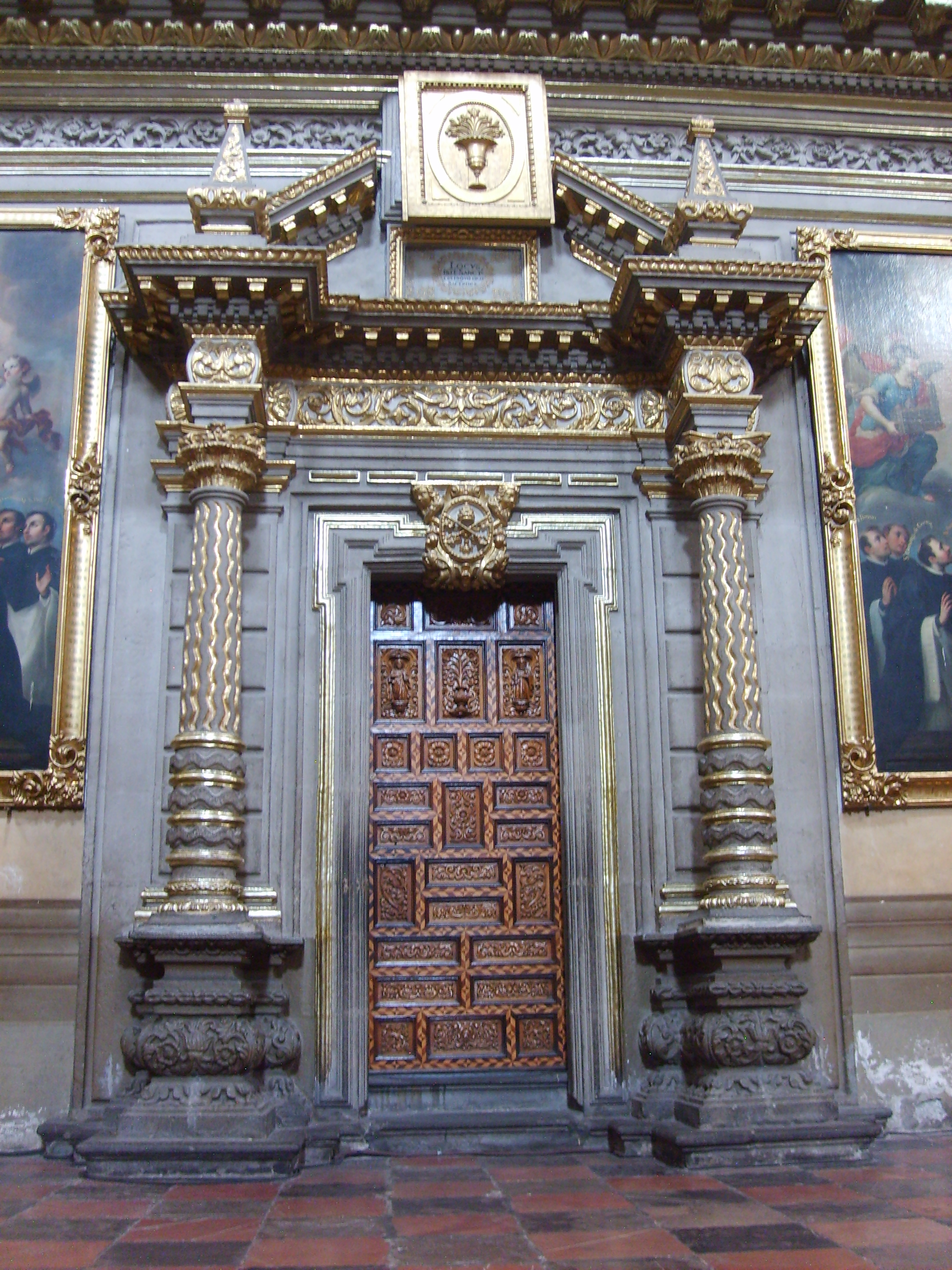
Puerta de Trascoro.

Los órganos que integran el conjunto coral son tres: el primero cuya decoración principal ve hacia la nave de la epístola o nave procesional derecha corresponde al siglo XVIII, fue construido de 1710 a 1719 por Félix Izaguirre, actualmente ya no funciona, el segundo órgano antiguo fue construido por Inocencio Maldonado en 1737; el tercer órgano que ve hacia al frente del baldaquino y hacia al altar del perdón es el más grande de esta catedral. Se le ha dado el nombre de "Internacional" por haber participado en su construcción tres naciones: Estados Unidos en el año de 1958, en la ciudad de Búfalo se construyó la parte electrónica con cuatro teclados, en Alemania los tubos artísticos y dorados y en México el ensamble de madera de cedro y decoración en hoja de oro. Fue armado en el interior de la catedral por artistas poblanos.
El llamado órgano Internacional cuenta con un total de 3376 tubos o sonidos musicales, es electro-neumático a base de turbinas y electricidad, el tubo más grande mide 12 m y el más pequeño 1 cm, toca en grandes ocasiones como pueden ser bodas, graduaciones, conciertos, etc. Fue inaugurado el 8 de diciembre de 1973 por el arzobispo Octaviano Márquez y Toriz. De los tres órganos, los dos antiguos ya no están en servicio puesto que dejaron de funcionar a fines del s. XIX y jamás los mandaron a restaurar, puesto que el cabildo los quiso conservar como reliquias artísticas o joyas decorativas, testimonios de la trayectoria histórica y religiosa de la catedral.

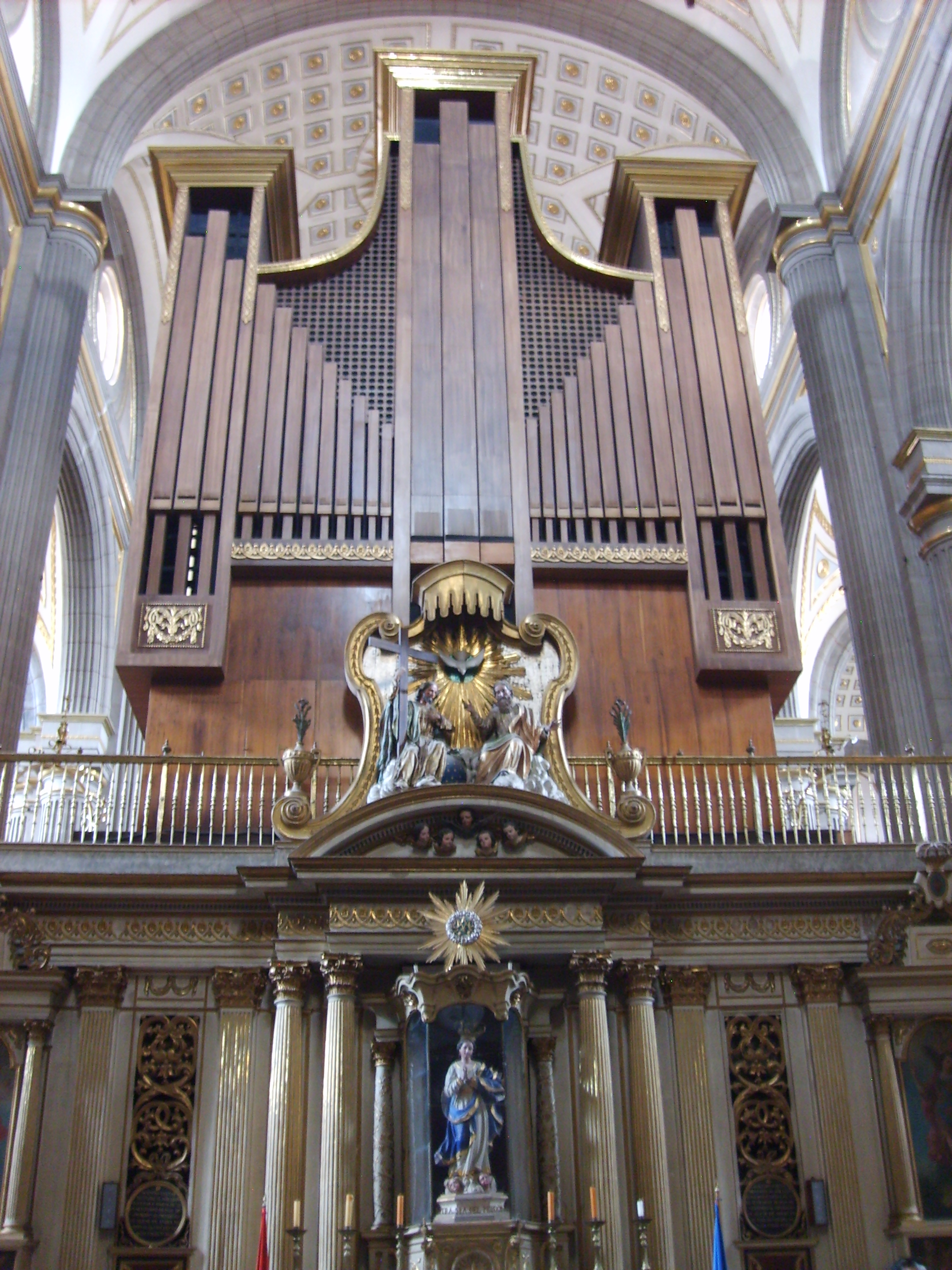
El órgano "Internacional" y altar del Perdón.
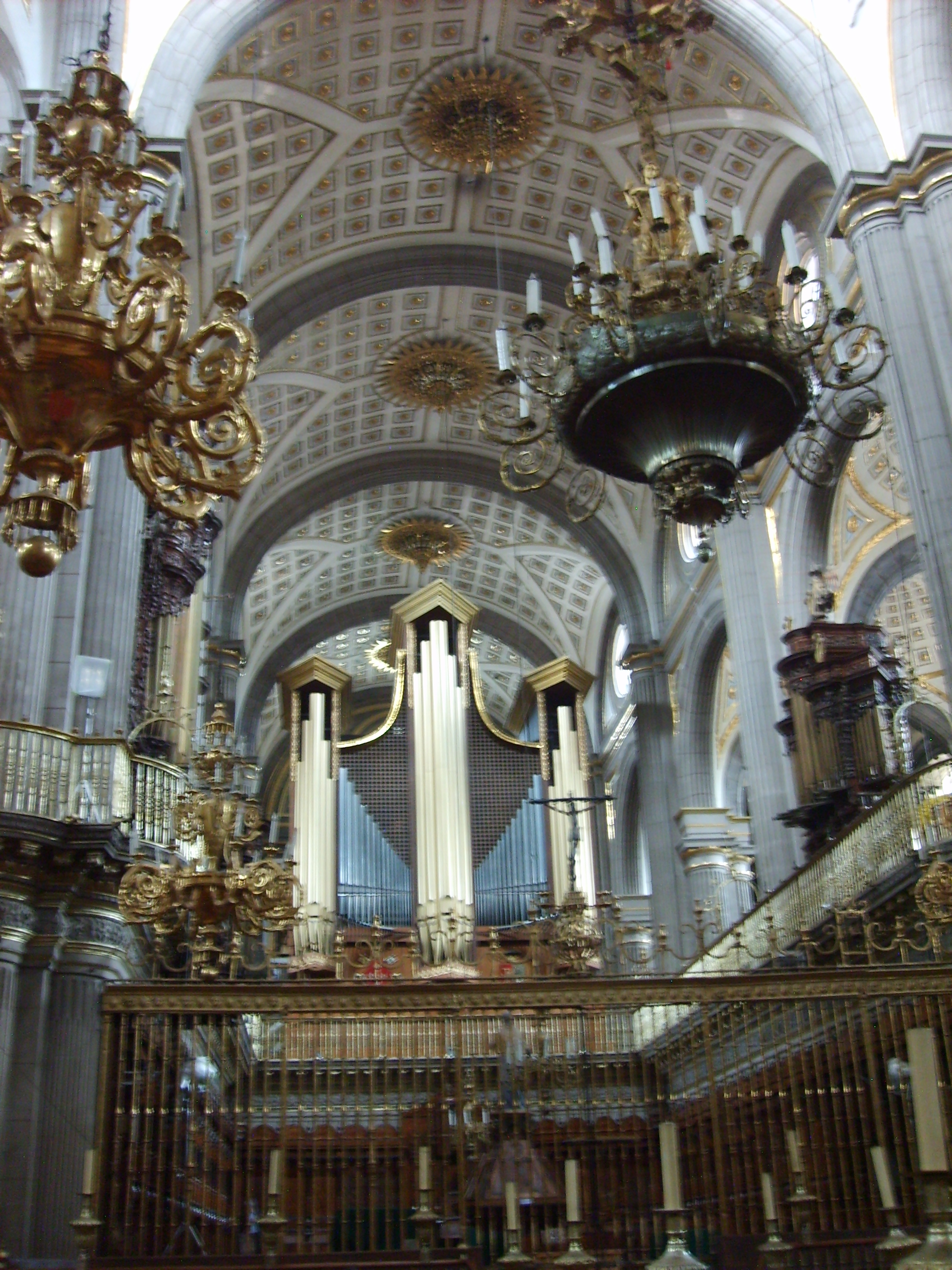
El Coro desde el baldaquino.
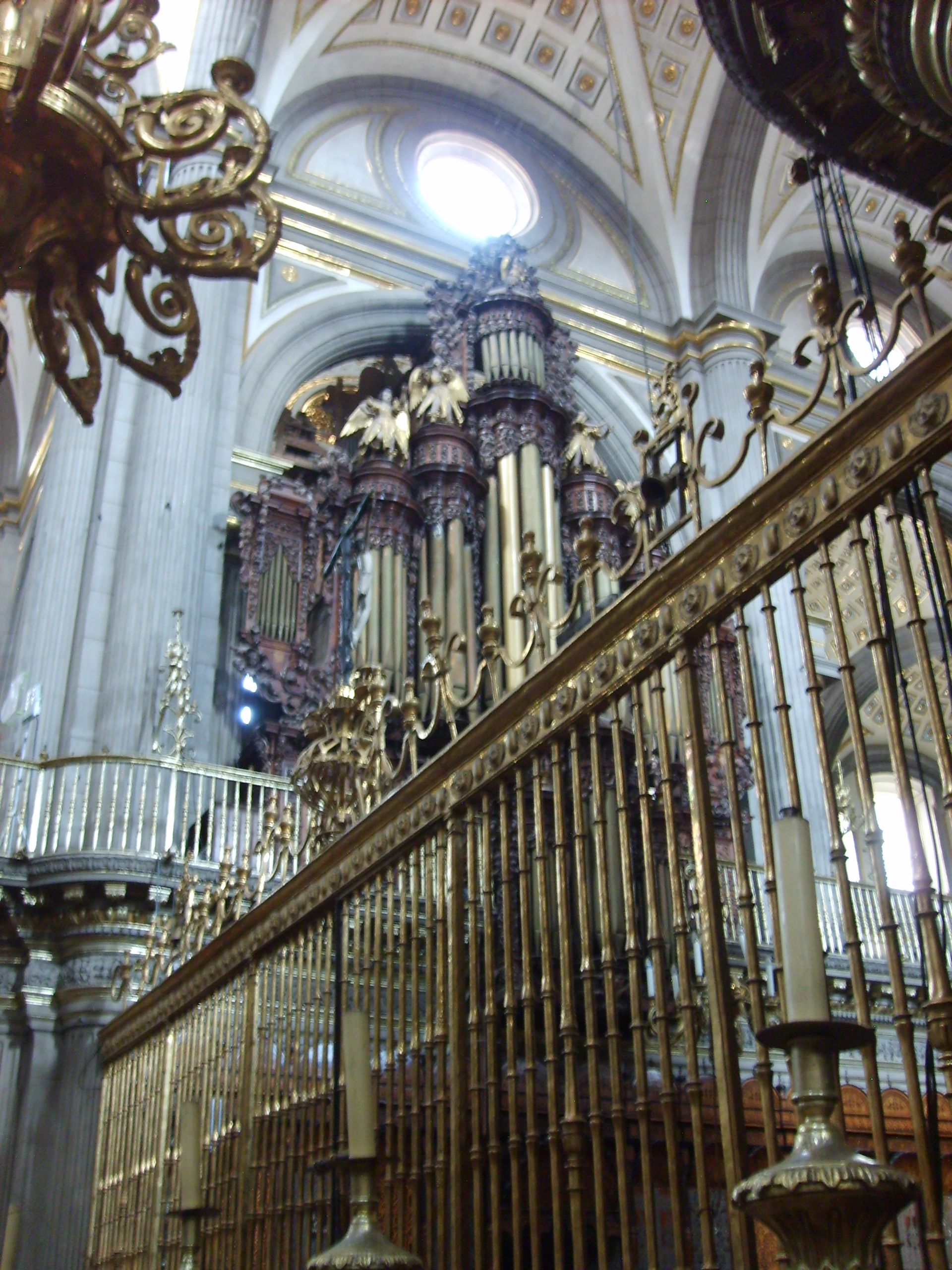
El órgano y enrejado del Coro.

### Capillas del Evangelio

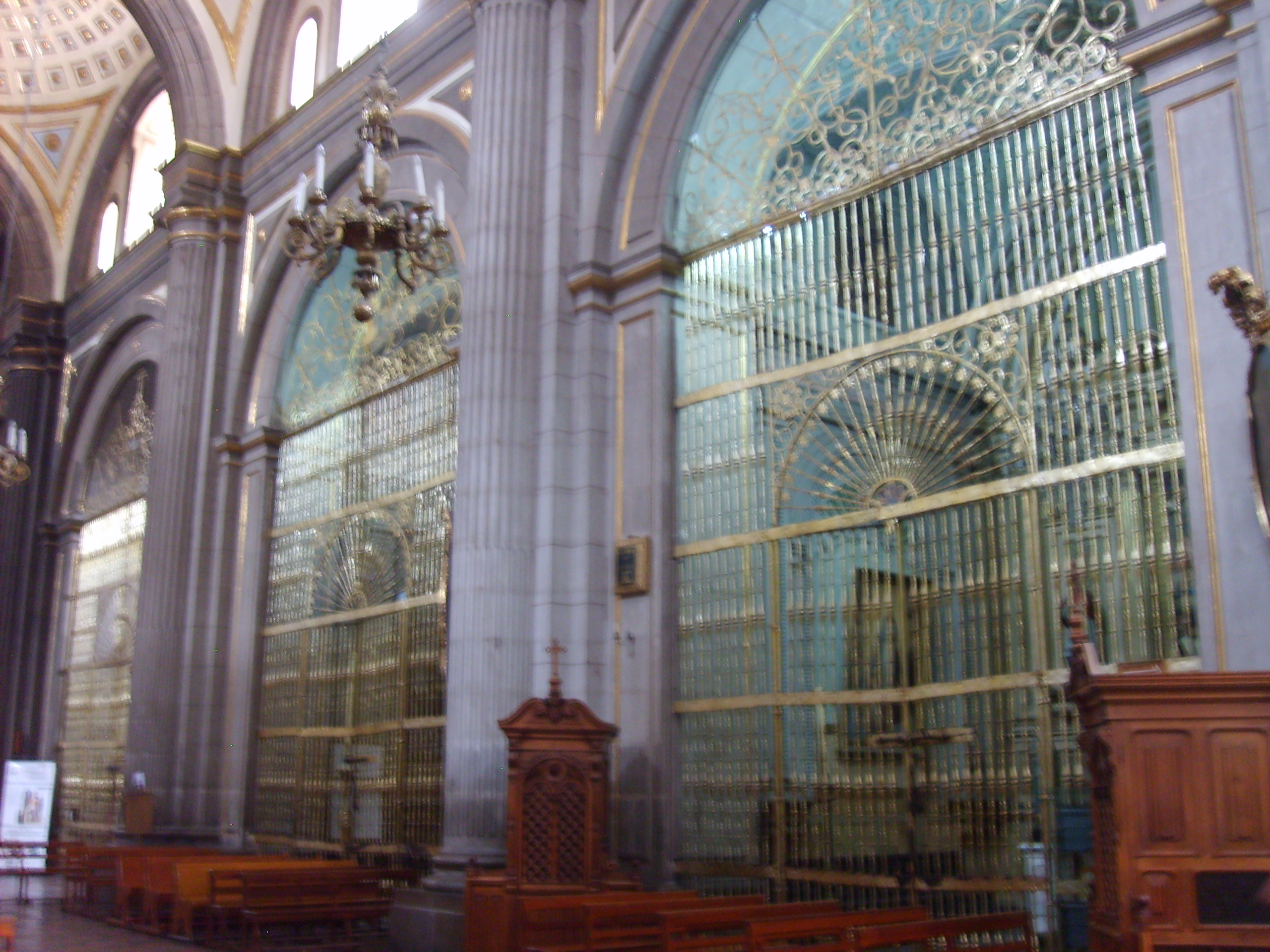
Capillas de la catedral.

La nave procesional izquierda conocida como nave del evangelio tiene las siguientes capillas:
- Capilla del Apóstol Santiago

Esta capilla comunica con el Sagrario, los símbolos en el abanico de la reja indican que estaba originalmente consagrada a Santiago el Mayor, los retablos barrocos se retiraron para dar paso a uno neoclásico dórico, que tiene en el nicho central una escultura de Santiago el menor, la cual debió proceder de los retablos destruidos.
Destaca el cuadro de Santa Filomena, patrona de las sirvientas o abogada para encontrar servidumbre honesta, es obra del artista del siglo XIX Rafael Morante, en las otras hornacinas están San Juan Bautista y una de San Eloy de estupenda factura por el escultor Zacarías Cora. El retablo del evangelio es de San José María Yermo y Parres y en el lado opuesto un cancel que cubría la antigua puerta de comunicación con el Sagrario, en este mismo lado están: un descendimiento y un San Juan Nepomuceno quien ofrece la lengua que le fue cortada como homenaje a la Virgen; obra de Miguel Jerónimo Zendejas. Se hallan los restos, bajo una gran lápida de bronce, del primer gobernador constitucional del estado de Puebla, el Gral. José María Calderón.
- Capilla de San Pedro

El retablo estrenado en el año de 1830 es de orden compuesto con dos columnas, seis pilastras y un nicho donde está colocado San Pedro y la de San Pablo en otro, los óleos de Jesús caminando en el mar, Cristo atado y San Francisco de Asís, obras de Vincenzo Camuccini.
- Capilla de Nuestra Señora de Guadalupe

José Manzo, que tuvo a su cargo transformar la decoración barroca de algunos espacios de la catedral al estilo neoclásico, colocó la pintura del célebre oaxaqueño Miguel Cabrera de La Virgen de Guadalupe, ya hecha en 1756 en su nuevo retablo, la acompañan las imágenes del beato Bartolomé Gutiérrez y San Felipe de Jesús, martirizados en Japón. En la lateral, la obra de Cristóbal de Villalpando La Coronación de María y en el lado opuesto repite Miguel Cabrera con la Sagrada Familia, al frente del retablo de la Virgen, una cartela dice:(Non Fecit Taliter Omni Nationi), "No hizo igual con todas las naciones" frase que sobre la Guadalupana dijo el Papa Benedicto XIV; en el piso, se hallan los restos mortuorios del primer arzobispo de Puebla Ramón Ibarra y González. El crucero sigue a continuación de esta capilla.
- Capilla del Sagrado Corazón de María

Originalmente resguardó las reliquias de santos y otros objetos sacros, luego fue dedicada al apóstol San Andrés, por ello aún se conserva su escultura y su cruz en forma de X, símbolo de su martirio, en el medio punto de la reja. Aquí de nueva cuenta José Manzo intervino para la redecoración al estilo neoclásico al retirar los retablos barrocos y así consagrarla a (María Salus Infirmorum) "María salud de los enfermos" cuya pintura fue obra del maestro poblano Francisco Morales Van den Eyden. El énfasis en el corazón de la Virgen hizo que la gente le llamara del "Dulce Corazón de María. En los laterales destaca una Asunción de María pintada por el artista italiano Vincenzo Camuccini y las pinturas anónimas de San Alfonso María de Ligorio y San Buenaventura.
- Capilla de la Inmaculada Concepción

Esta capilla estaba encomendada al gremio de plateros de Puebla que tenía su respectiva ordenanza, y el retablo se compone de una estatua de la Purísima, San Luis Obispo, y San Buenaventura, en los muros laterales dos óleos, de Fray Juan Escoto y el Papa Pio IX.
- Capilla del Señor de la Preciosa Sangre

La capilla del "Cristo" como antiguamente se le llamaba por la magnífica escultura de tamaño natural de Jesús crucificado, que se decía según la leyenda había sido hecha en Europa y bendecida por el Papa Paulo VI, dicho sin sustento, ya que la pieza esta elaborada en pasta de caña de maíz, materia prima del estado de Michoacán, posiblemente traída por el obispo Antonio Ruíz de Morales y Molina, que gobernó la diócesis de 1572 a 1576, acompañan a la escultura en los laterales una Virgen de la Esperanza y un san Juan el Bautista, ambas del maestro Lugardo. Los tres retablos originales de estilo barroco fueron retirados por el arquitecto José del Castillo para instalar en su lugar unos neoclásicos. Hay también en pequeños nichos unas cabezas esculpidas en madera de San Pedro y San Pablo y una escultura del "Cristo Rey de burlas" pintura anónima y en el remate de la reja un pequeño "divino rostro".
- Capilla de San Nicolás de Bari

El espacio de esta capilla fue utilizado como acceso para la escalera de la torre vieja y posteriormente bautisterio con una pila bautismal. Los jesuitas la consagraron a San Ignacio de Loyola en 1700, adornándola con tres retablos y pinturas, obra de Juan Rodríguez Juárez. A principios del siglo XX, por decisión del cabildo se trasladó a esta capilla el culto de San Nicolás de Bari, que estaba en la suya a un lado del Altar Mayor por lo que sus numerosos devotos interferían con el ceremonial de la Eucaristía. De igual manera que las demás capillas fue convertida al estilo neoclásico; destaca la escultura de San Nicolás, atribuida a José Antonio Villegas Cora y las pinturas sobre la genealogía de la Virgen María del pintor del siglo XVII José Rubí de Marimón, las otras pinturas de los laterales se refieren a la actuación del Santo obispo en el Concilio de Nicea y a los milagros que se obraban en su tumba. Esta capilla es la última de la nave procesional del evangelio.

### Capillas de la Epístola
A la nave procesional derecha conocida como nave de la Epístola corresponden las siguientes capillas:
- Capilla de Nuestra Señora de los Dolores

Esta capilla comunica con la sacristía, en el retablo está la representación de la Virgen de los Dolores y el Calvario y en los laterales Santa Rosa de Lima y el Santo cura de Ars.
- Capilla del Sagrado Corazón de Jesús

A los pies de este retablo se halla la imagen en tela de un retrato de Nuestra Señora de la Manga imagen milagrosamente aparecida en el manguillo de una religiosa jerónima de México, también descansan los restos del general Miguel Miramón y el periodista Trinidad Sánchez Santos.
- Capilla de las Santas Reliquias

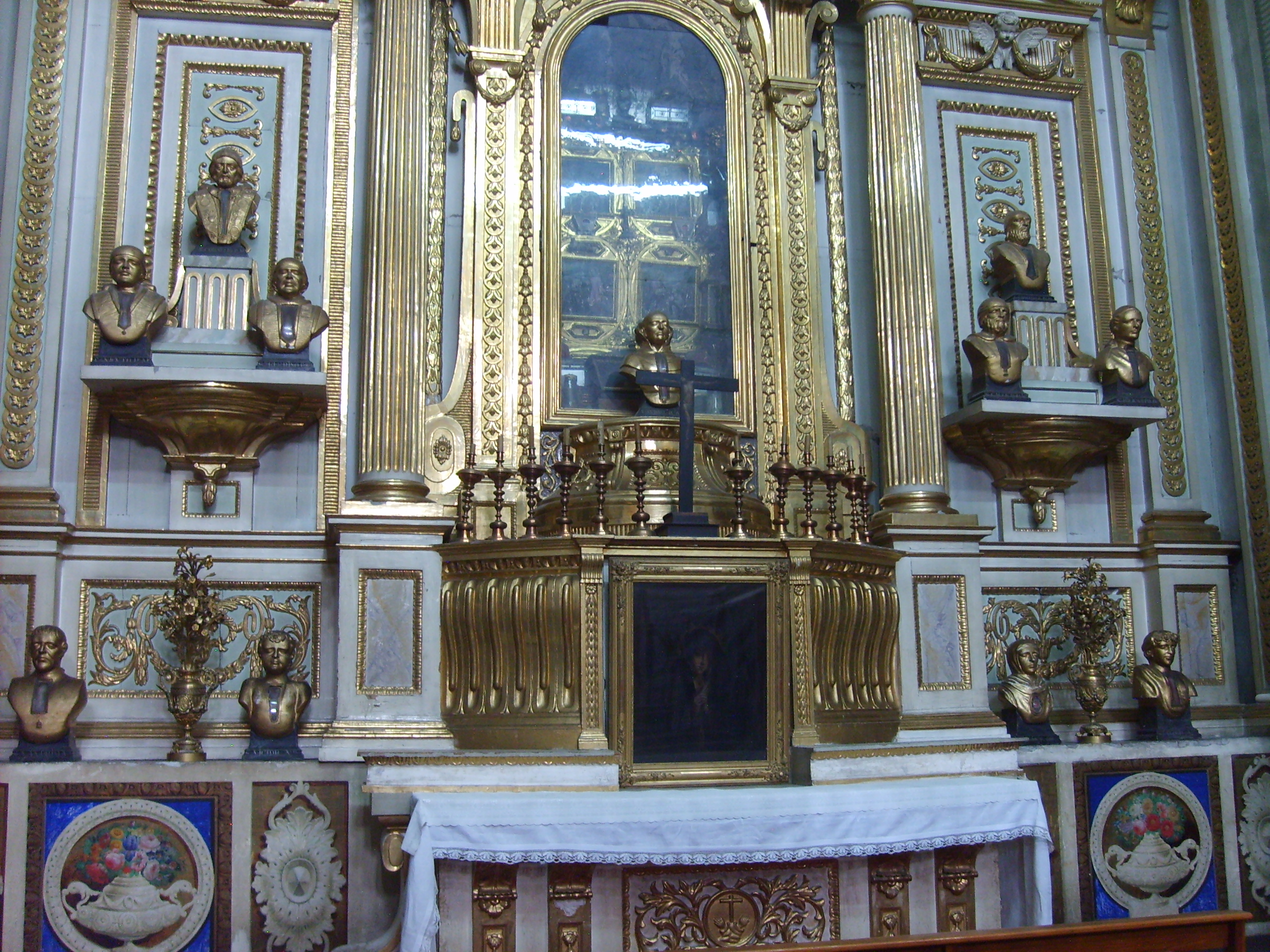
Capilla de las Reliquias.

El IX obispo Juan de Palafox y Mendoza la consagró a Santa Catarina Mártir, luego a San Andrés y posteriormente a Santa Ana. A finales del siglo XVII el cabildo decidió que las reliquias se trasladaran aquí, con el propósito de que el celebrante pudiera admirarlas desde el Altar Mayor. Fue nuevamente el arquitecto José Manzo quien transformó la capilla, como la de enfrente, dotándola de un retablo idéntico al de la Guadalupana. Artistas de la Academia de Bellas Artes hicieron los bustos que contienen en su interior fragmentos de los huesos de santos y santas, cuyas listas se anotan en los cuadros de la reja. En el interior del nicho central se guardan relicarios de diferentes formas y materiales, junto con pinturas de Juan Tinoco. Sobre el altar se halla una copia de la Dolorosa de Acatzingo y bajo de él está la figura romana en cera de San Florencio mártir, con reliquias suyas en el interior. Se hallan entre las reliquias el fémur del Beato Sebastián de Aparicio.
En pinturas se aprecian a San Sebastián Mártir y San Ignacio de Loyola del pincel de Sumaya del valenciano Baltasar Echave[cita requerida], en los laterales las de la adoración de los reyes al niño Jesús, y la Presentación de Jesús en el Templo del pincel de José de Ibarra llamado en su tiempo El Murillo mexicano del s. XIX. El crucero sigue a continuación de esta capilla.
- Capilla de San Juan Nepomuceno

Originalmente dedicada a San Juan Evangelista, se decidió consagrarla en 1678 a San Nicolás de Bari. La numerosa y nutrida devoción al Santo perturbaba las ceremonias del Altar Mayor, motivo por el que cambiaron su culto y devoción a la capilla del lado poniente del evangelio y a esta la dedicaron a San Juan Nepomuceno
En el altar se aprecia un cuadro de la Virgen de la Luz, y una escultura de San Juan Nepomuceno hecho por José Antonio Villegas Cora del s. XVIII. A los lados San Francisco de Asís y San Francisco de Paula esculpidas por Bernardo Guerrero. Los muros laterales son adornados con dos cuadros en cada uno con escenas de San Juan Nepomuceno.
- Capilla del Señor de la Columna

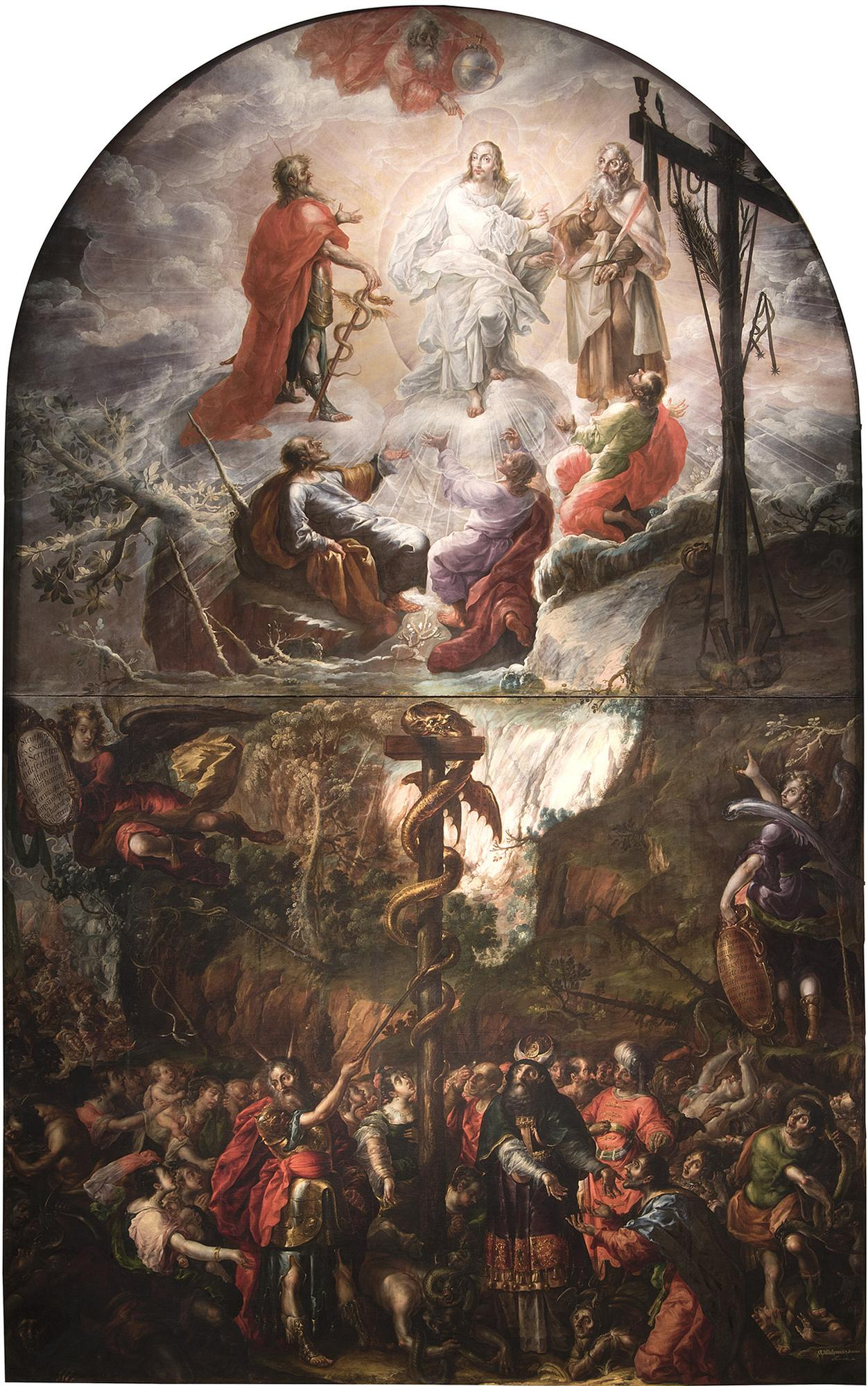
Moisés y la serpiente de bronce y la Transfiguración de Jesús, 1683, Cristóbal de Villalpando, Capilla del Señor de la Columna

Está presidida por la escultura del Señor de la Columna, imagen traída de Acatzingo, Puebla, que muestra a Jesucristo herido tras la flagelación. En los muros laterales, se encuentra la pintura El Descenso de la Cruz, así como el óleo monumental de 8,65 metros de altura Moisés y la serpiente de bronce y la Transfiguración de Jesús (1683) del pintor novohispano Cristóbal de Villalpando, creado combinando dos escenas bíblicas, una del Antiguo Testamento y otra del Nuevo.
- Capilla de la Sábana Santa

Como en varias capillas José Manzo intervino en esta para transformarla al estilo neoclásico, quien además pintó alegorías a la Pasión, a San Luis Gonzaga y a San Estanislao Kostka, famosos jesuitas marianos. El baldaquino neogótico de bronce aloja a la imagen de la Virgen de Ocotlán, por lo que muchos llaman a esta capilla en su nombre, la patrona de Puebla y Tlaxcala es una réplica del original hecha por Bernardo Olivares Iriarte. Sobre el altar hay un magnífico "Calvario catalán".
Cada Viernes Santo se recorre el baldaquino y se abre el retablo dejando ver la copia del Santo Sudario que es quizá la obra más antigua de la catedral, ya que tiene la leyenda: "copiada al original de Turín, 8 de abril de 1594" así como un letrero con letras mayúsculas: Extractu ab originali Taurini, fue traída a México por el arcediano Fernando Gutiérrez Pacheco. Acompañan a los lados dos pinturas, una de la Verónica y otra del Cristo muerto, las que se desconoce su origen pero se presumen hechas por Pedro García Ferrer, pariente de Palafox y Mendoza.
- Capilla de Nuestra Señora de la Soledad

La última capilla junto a la puerta de esta nave tiene un retablo de estilo neoclásico, los murales laterales se recubren con dos pinturas de la Pasión, del siglo XVII que son El Descendimiento y El Calvario, existiendo controversia sobre su autoría, por una parte se le atribuye al artista español Rodrigo de la Piedra y por otra a Antonio de Santander.

### Sagrario

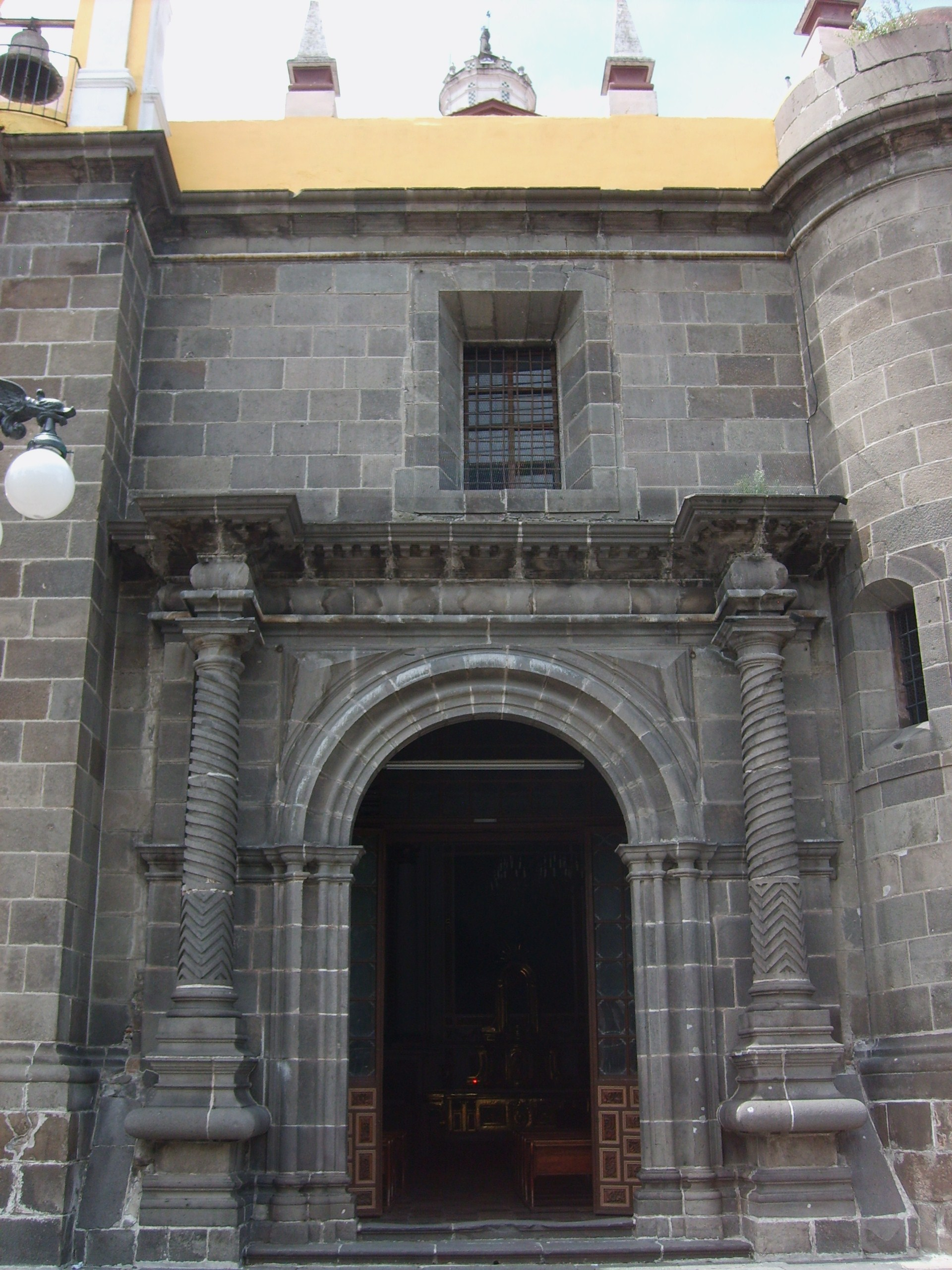
Portada de acceso a la capilla del Sagrario Metropolitano.

### Sacristía

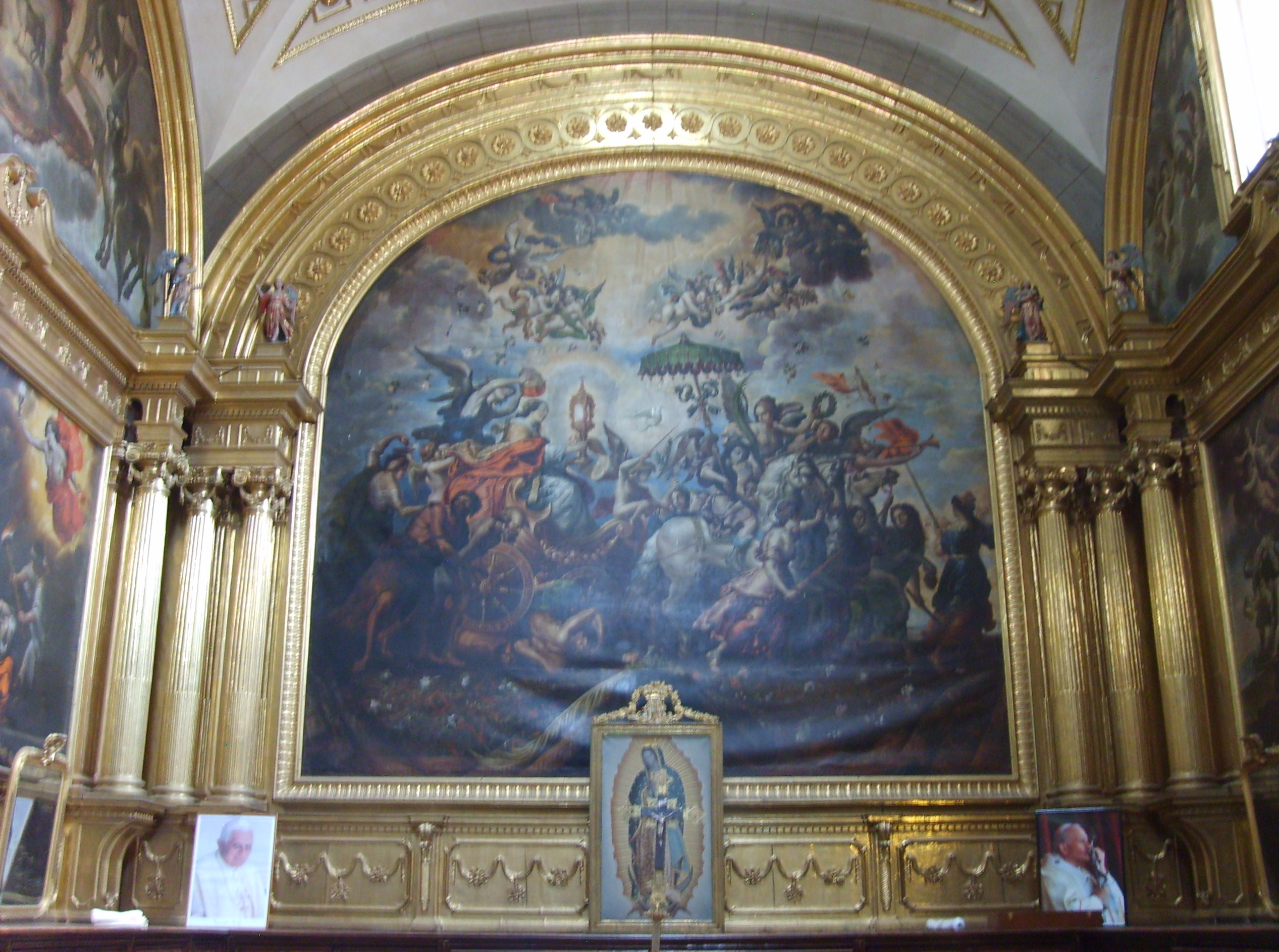
El Triunfo de la Iglesia Católica de Baltasar de Echave en la Sacristía.

El acceso a la Sacristía es por la primera capilla del lado de la epístola, sus medidas son 17 m y 10.40 m de ancho.
Circunda el amplio espacio una gran cajonera de maderas finas que resguarda los ricos y abundantes ornamentos litúrgicos y en medio una gran mesa de maderas finas de estilo renacentista. La parte superior de la sacristía está revestida de las pinturas de mayor impulso.
El gran lienzo de fondo representa El Triunfo de la Iglesia Católica ante el paganismo, los entrepaños laterales los recubren, a la izquierda, la pintura de El Triunfo de la fe de Jesucristo sobre las teogonías paganas y a la derecha otro del "Triunfo de la religión", todas del pintor mexicano del siglo XVII Baltasar de Echave Rioja que fueron copiadas de estampas de Pablo Rubens.
Coronan en los medios puntos de los entrepaños laterales otros lienzos sobre las Revelaciones del Apocalipsis, también de Echave Rioja. Todas estas pinturas están enmarcadas en retablos dorados de orden compuesto de gran atractivo estético.
Los muros de la siguiente bóveda también están cubiertos de lienzos de gran formato: En el interespacio frontero, en un cuadro estilo churrigueresco destaca la Inmaculada Concepción en el patrocinio de los obispos de la Diócesis de Puebla, a su lado se distingue a Fray Julián Garcés primer obispo y a Juan de Palafox y Mendoza que concluyera las obras de la catedral, este hermoso lienzo lo pintó Luis Berrueco, y en las cuchillas de su medio punto, las apariciones de Nuestra Señora del Pilar a Santiago y a San Ildefonso.
En los lados esta El lavatorio del pintor Luis Berrueco del siglo XVIII. A los lados de las puertas de entrada están dos óvalos uno de San José y otro de San Miguel, ambos del pintor Ibarra. En un ángulo del gran espacio está una fuente o aguamanil de 3 m de altura de mármol de tecali.

### Sala de los Gobelinos

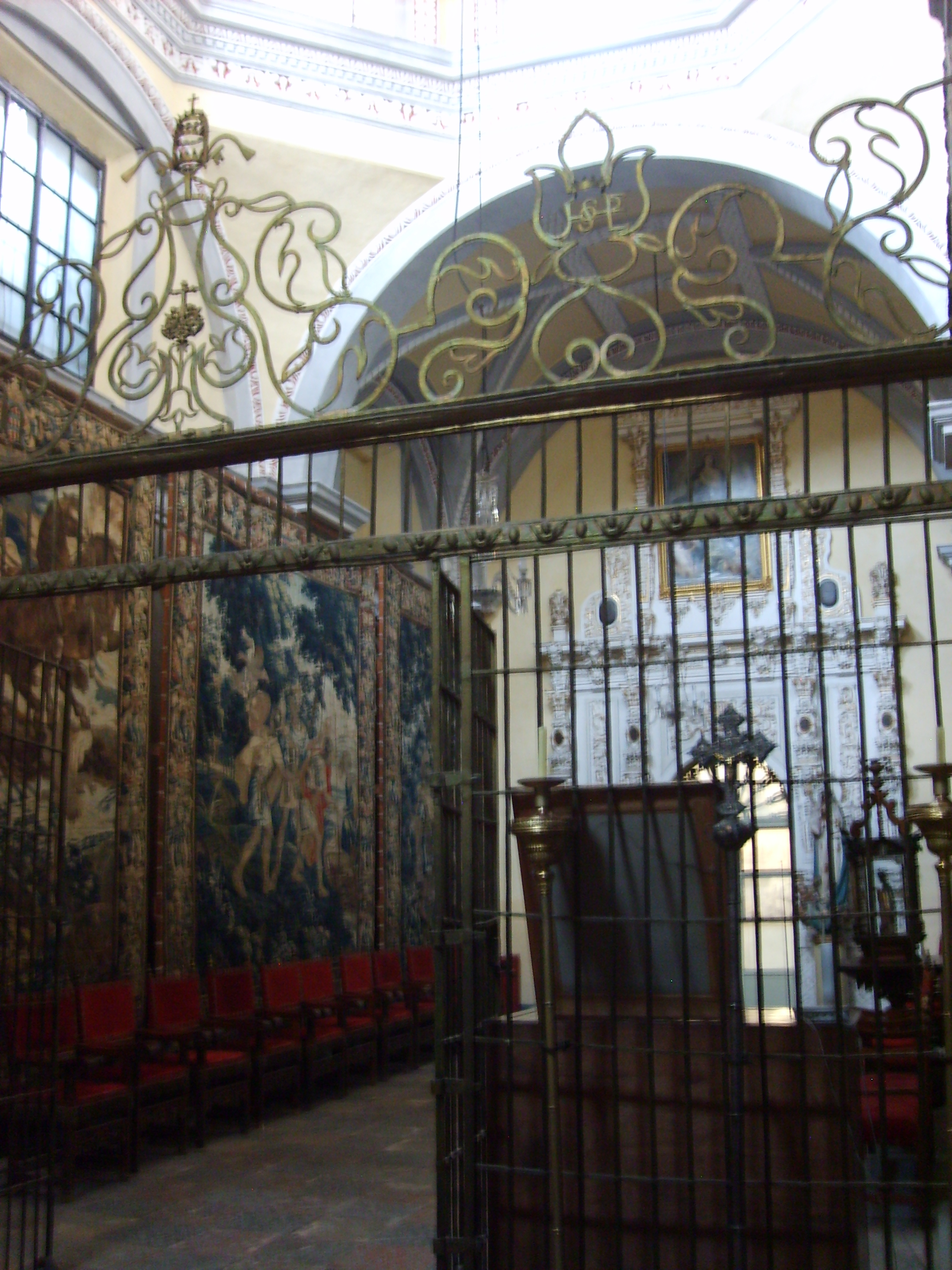
Sala de los Gobelinos.

En este salón lucen en toda su magnificencia 4 tapices (gobelinos) de la mitología griega que representan a la reina Hipolita de las amazonas a orillas del Termodonte que fue vencida por Heracles, el carro de la aurora excelsifica como nodriza de la naturaleza y el encuentro de Talestris y Alejandro generalísimo de los helenos.
El último gobelino es el embarque de los argonautas en busca del vellocino de oro, proceden de la manufactura francesa de Juan Gobelin del siglo XV.

### Sala Capitular
También conocido como el salón de Obispos se encontraba labrada con cierta cantidad de piedra quedaba cubierta originalmente con “molduras costosas al modo de las de México ósea con nervaduras cerramiento que fue modificado por bóvedas de arista hechas a base de piedra laja y ladrillo Una de las áreas menos conocidas por el público de la majestuosa Catedral de Puebla, al cual sólo pocas personas acceden. En ella se encuentran los retratos de los obispos que ha tenido Puebla a lo largo de su historia como: Rosendo Huesca y Pacheco. Al centro se encuentra una estatua de San Juan Nepomuceno, quien está ahí para recordar lo secreto de las reuniones. Ha cambiado de sitio varias veces, primeramente es el salón gemelo de la sacristía, que más tarde fue habitado como Sagrario, quedando, como hasta hoy separado del recinto principal, inclusive en cuestiones de culto. Más tare fue levantado el aposento que actualmente es el Salón de los Gobelinos, con su cúpula para mayor solemnidad, y luego, en el siglo XIX, la construcción de la sala que en nuestros días sirve para los efectos mencionados.  La actual sala Capitular tiene al Salón de Gobelinos como antesala, aunque es una tanto más estrecha pues mide apenas 5.07 m. De ancho por 20 m de longitud. Está cubierta con unas bóvedas de arista, apenas apuntadas, una de ellas con una claraboya, óculo u "ojo de buey", en el muro testeral.

### Salón chocolatero

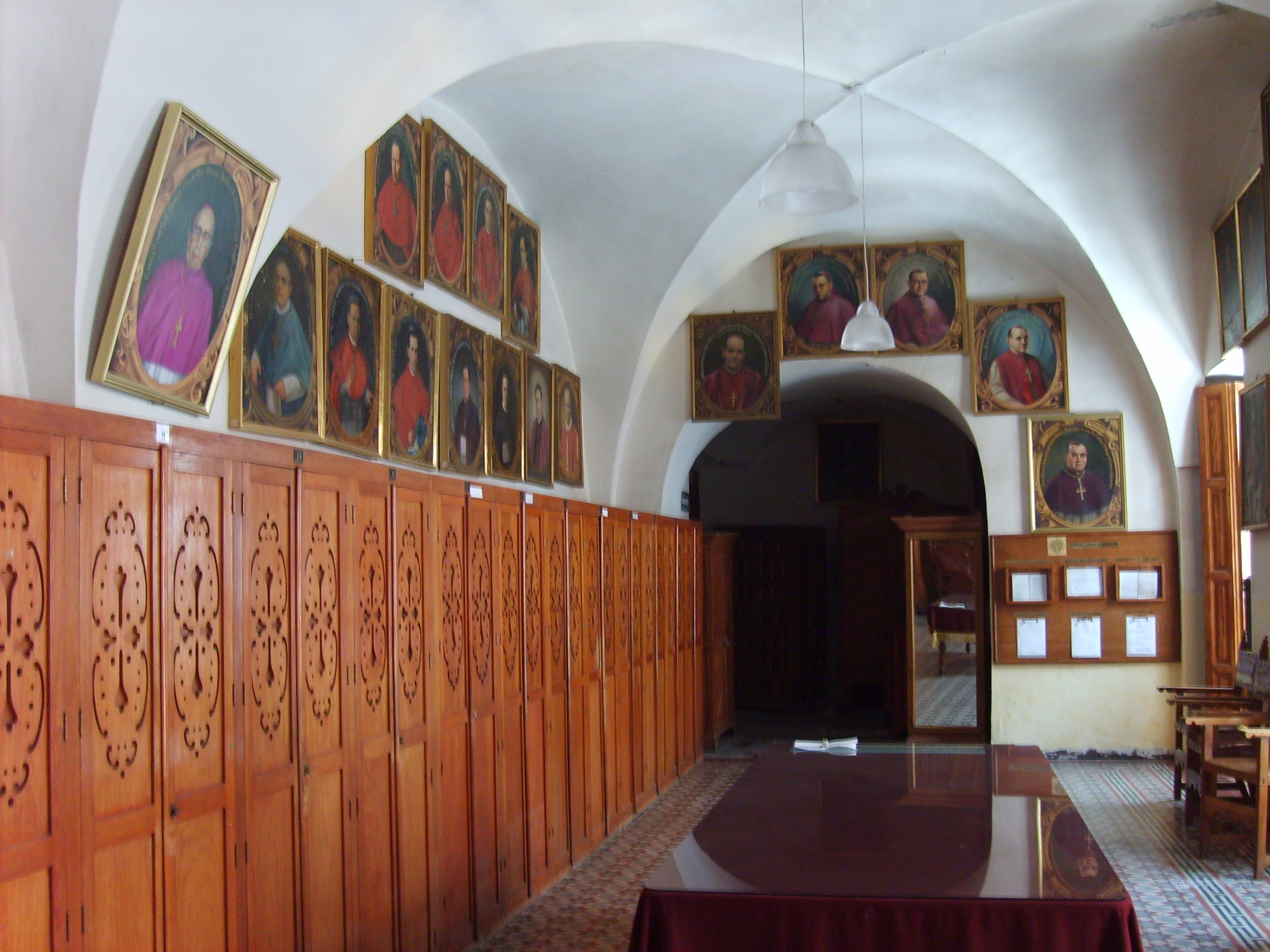
Salón chocolatero.

El salón chocolatero se ubica a un costado del salón de los gobelinos y sus ventanas colindan con la antigua calle del Obispado (actual 5 Oriente). Fue usado por los prebendados y canónigos para guardar sus pertenencias en los estrechos armarios que a cada uno se le asignaba, asimismo se les procuraba con el desayuno o la merienda durante las largas sesiones de cabildo en las que no faltaban las tazas de chocolate. Sus bóvedas son de arista o pañuelo divididos en varios tramos. A lo largo de sus tres muros se encuentran los retratos al óleo de insignes canónigos de la catedral poblana que posteriormente alcanzarían la dignidad episcopal.

### Archivo
El Archivo físico del Cabildo de la Catedral es un espacio de 14 m por 4 m adyacente a la acera de la 5 Oriente con acceso único a través de la Sala Capitular, muy reducido para la cantidad extensa de documentos que guarda. Posee documentos que datan de 1539 como el volumen número uno del ramo "Actas de cabildo" y los "Asientos de diezmos arrendados" del periodo 1539-1583, aún antes de que el tercer Concilio mexicano de 1585 ordenara el establecimiento de archivos para las catedrales novohispanas. Desde su formación como repositorio de documentos permaneció en el mismo lugar a través de los siglos sin gran orden ni concierto, solo hasta 1952 el Cabildo resolvió su ordenamiento, mas no su clasificación, pues no tenía índices ni catálogos. Sin el debido control y por haber sido considerado una pila de papeles viejos, el archivo sufrió la sustracción de documentos muchas veces inconsciente y otras interesada, como el hecho de que no existe una sola firma del obispo Palafox, ausencia atribuida a que los alumnos más aventajados del Seminario Palafoxiano les era premiado con una firma original del prelado como recuerdo. De igual manera sufrió otras importantes mutilaciones como la evidente falta de expedientes completos arrancados de volúmenes de pleitos por diezmos o por derechos y prerrogativas de la catedral. Con todo esto el archivo de cabildo catedralicio es considerado uno de los más importantes del periodo novohispano e indispensable para la historia regional. El archivo fue rescatado y organizado por Apoyo al Desarrollo de Archivos y Bibliotecas de México.
Entre los ramos más importantes del archivo destacan:
- Actas de cabildo de 1539 a 1558
- Breves de cédulas y oficios, gobiernos episcopales de Fabián y Fuero, López Gonzalo y Pérez de Echeverría
- Capellanias
- Cédulas reales de 1540 a 1796.
- Cofradías.
- Correspondencia del obispo Francisco Pablo Vászquez y Sánchez Vizcayno.
- Decretos de Cabildo.
- Diezmos de 1539 a 1856.
- Edictos y cartas pastorales.
- Fábrica de las iglesias de 1570 a 1829.
- Inventarios de la Catedral.
- Libros de pagos a la Santa Inquisición.
- Música: serie contentiva de 145 legajos, 86 libros corales y 21 libros menores.

Música de Juan Gutiérrez de Padilla: siete juegos de villancicos pertenecientes a los años de 1551, 1552, 1553, 1555, 1556 y 1557 a ocho voces, además el de 1559 a siete voves.
- Palafox y Mendoza: alrededor de 50 volúmenes de sus obras impresas.
- Pobres y viudas.
- Sepulturas.
- Manuscritos de un número indeterminado de autores: Eguiranta, Palafox, Clavijero, Alegre, entre muchos otros ramos.

### Capilla del Espíritu Santo (Ochavo)

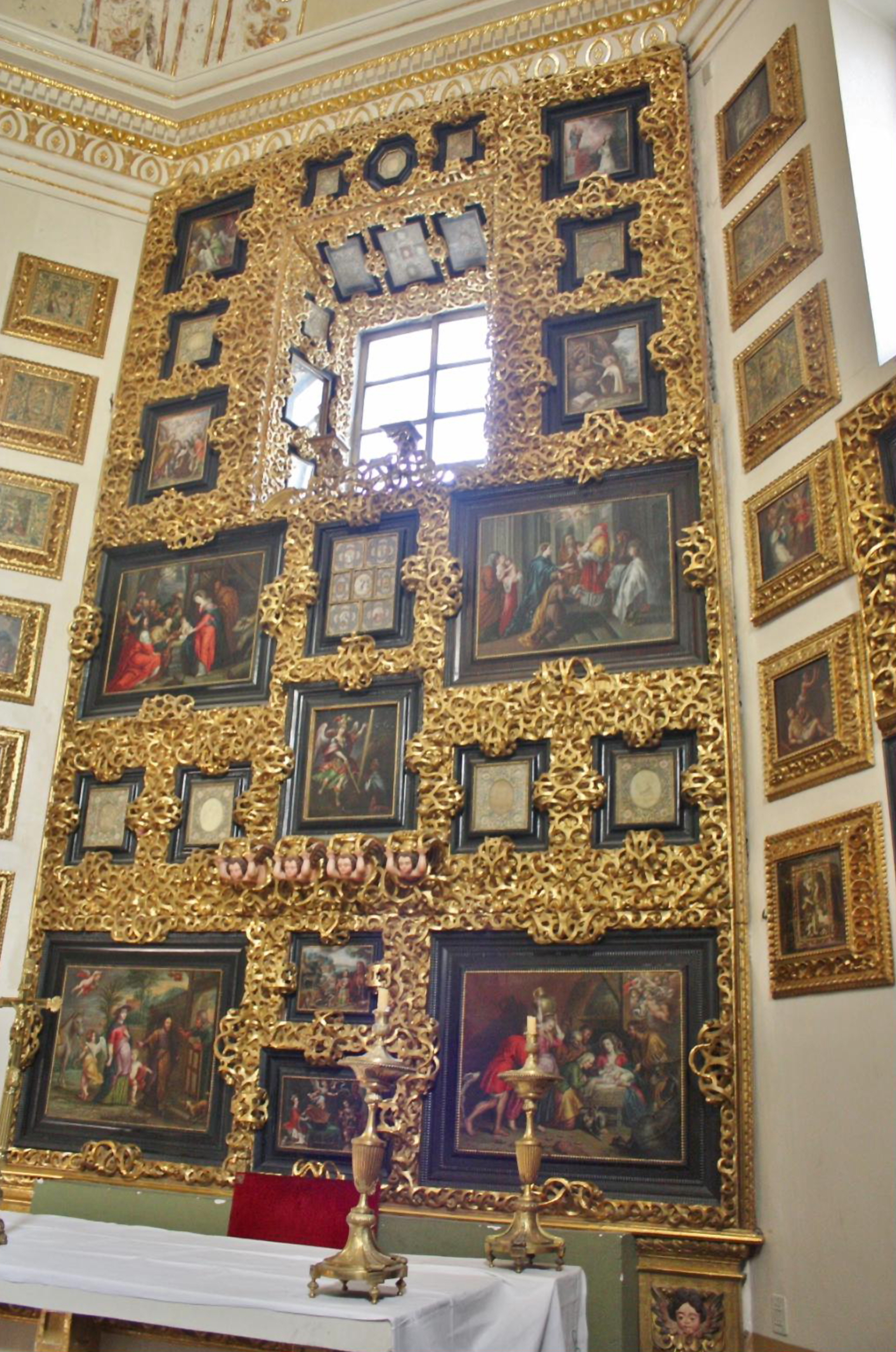
Retablo en el interior de la Capilla del Ochavo.

Esta capilla es más conocida como del Ochavo, tiene bóveda de media naranja y linternilla de 8 lados, su interior lo recubren 3 retablos que están cubiertos de pinturas pequeñas y espejos pertenecientes en su mayor parte a series históricas religiosas. Esta capilla es de estilo barroco del siglo XVII, fue un pequeño oratorio y depósito, hoy reducido a su mínima expresión y al desuso, las pinturas al óleo alternan con relicarios enmarcados y embordados, son obras de Cristóbal de Villalpando. Fue labrada bajo el gobierno episcopal de Manuel Fernández de Santa Cruz
Su fábrica se debe al reconocido arquitecto Carlos García Durango encargado por sesión de cabildo quien aprobó la obra en el año de 1674. Se diseñó sobre una planta octagonal llamada entonces ochavada encerrada en un cuadro de casi 10 m por lado con muros de 7,30 m de altura hasta la base de la cúpula la cual esta cubierta de ladrillos y rematada en una linternilla con decorados en talavera terminando en una veleta de hierro.

### Alhajas
El ciprés está decorado por 48 acheros o blandones, de plata con sobrepuestos dorados, de un metro de alto de exquisita hechura, con sus respectivas hachas o velas, y 8 blandones de plata con sobrepuestos dorados, 4 hermosas jarras de plata bruñidas con sus ramilletes de plata copella de 1.80 m de alto se combinan con los dichos blandones y en el tabernáculo otras cuatro jarras iguales con sus ramos aunque de 1.20 m de altura, 25 candiles y 6 lámparas penden de las bóvedas de la iglesia, de las cuales destacan dos que penden a los lados del tabernáculo de más de 2 m de alto y 30 luces cada uno.
Una de las hermosísimas lámparas que penden de la cúpula mayor, la segunda en tamaño, es una obra maestra del orfebre Diego Larios, fue estrenada un día de Corpus del año 1751, es obra que llaman mestiza por ser de plata con sobrepuestos dorados, sostiene 42 luces.
Tiene otros juegos de candeleros, atriles y facistoles, siendo uno de exquisita hechura, ciriales de bronce con sus juegos de pedestales, portapaces, cetros, 6 varas para el palio, salvillas, pichetes, incensarios de oro entre otras cosas.
La custodia que sirve el día de Corpus y jubileo circular, es de oro, de casi un metro de alto con multitud de diamantes y esmeraldas por cada lado, se estrenó el 1 de junio de 1727. Hay otra de oro de cerca de un metro de altura, es de oro de varias tonalidades y está montada con perlas, esmeraldas, brillantes, topacios, amatistas y granates, se estrenó en septiembre de 1803, obra de Antonio de Villafañe. Francisco Javier Clavijero en su Descripción de la Ciudad de Puebla de los Ángeles habla de algunas de estas piezas:

Es soberbia la platería de esta iglesia catedral, entre otras cosas tiene una gran lámpara de plata un poco más pequeña que la de la catedral de México pero superior a ésta por la excelencia del trabajo con que está fabricada. Tiene 4 estatuas de plata de la altura de un hombre. Descuella sobre todo por su riqueza, la custodia [...] de oro macizo guarnecido de piedras preciosas entre las cuales hay un diamante valorizado según se dice, en 10,000 escudos.

Entre los vasos sagrados destacan dos de oro al igual que una custodia, hechos por José Inzunza. Un elegante tenebrario de 5 metros y medio de alto en madera de ébano ricamente adornada de plata, obra de José Mariano Castillo.

## Horarios
En la catedral basílica se celebran cinco misas diarias de lunes a sábado, mientras que los domingos hay una gran actividad celebrándose hasta diez misas. Los horarios están sujetos a cambios o a variaciones dependiendo de las fiestas patronales, Semana Santa, Navidad, o bien, dependiendo del santoral.
| Horario de misas |
| Domingos |
| --- |
| 7 a. m., 8 a. m., 9 a. m., 10 a. m., 11 a. m., 12 a. m., 13 p. m., 18 p. m., 19 p. m. y 20 p. m.                                      |
| Lunes a sábado |
| 7 a. m., 8 a. m., 9 a. m., 9.45 a. m., y 19 p. m. (Los lunes, a las 12:00 p. m., se celebra la misa en honor de San Nicolás de Bari.) |